# Arquitectura safàvida

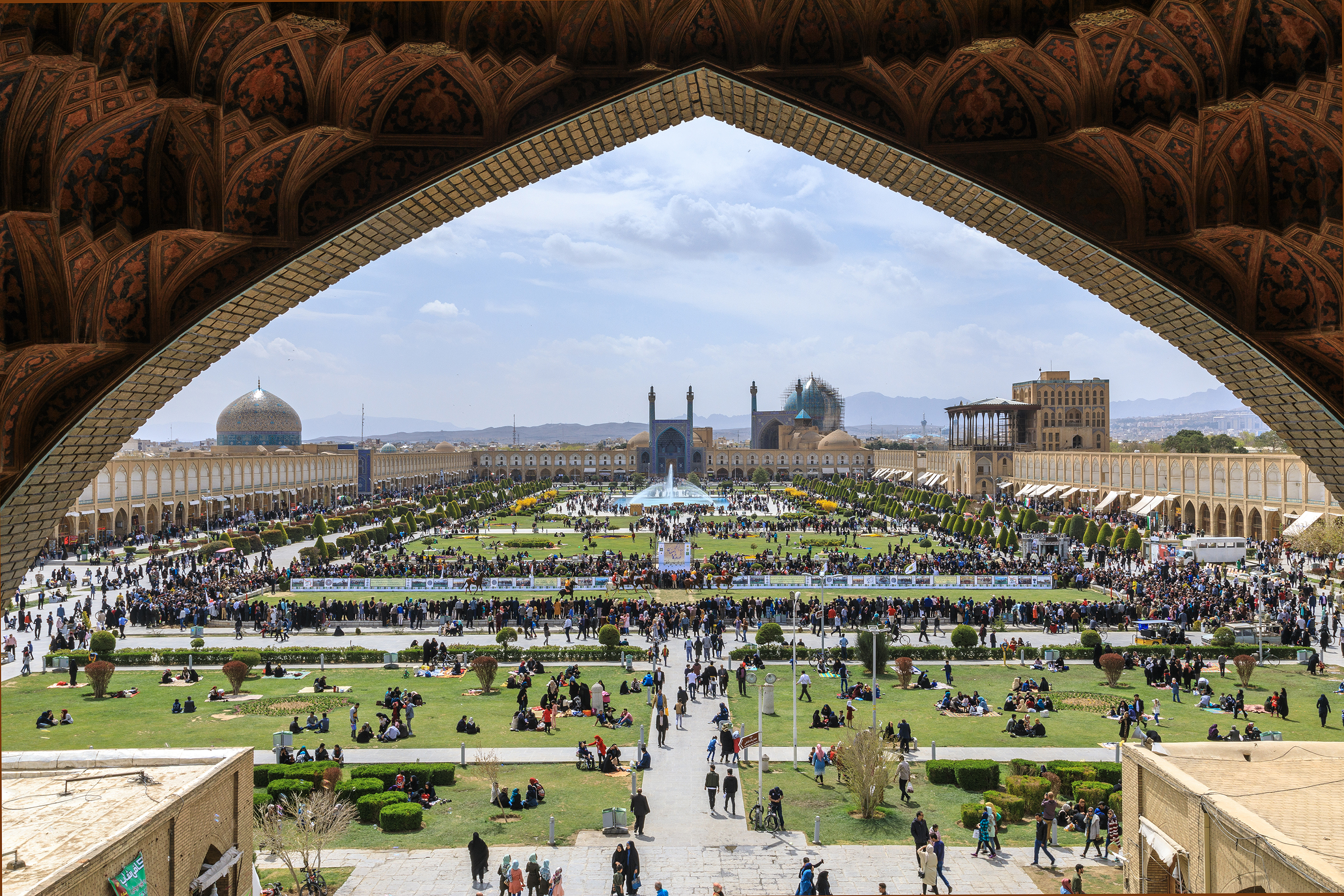
El Maidan d'Esfahan (ara plaça de Naqsh-e Jahan), la plaça central albergava els basars; als costats n'hi ha la Mesquita del xeic Lotf Allah i la de l'Imam Khomeini

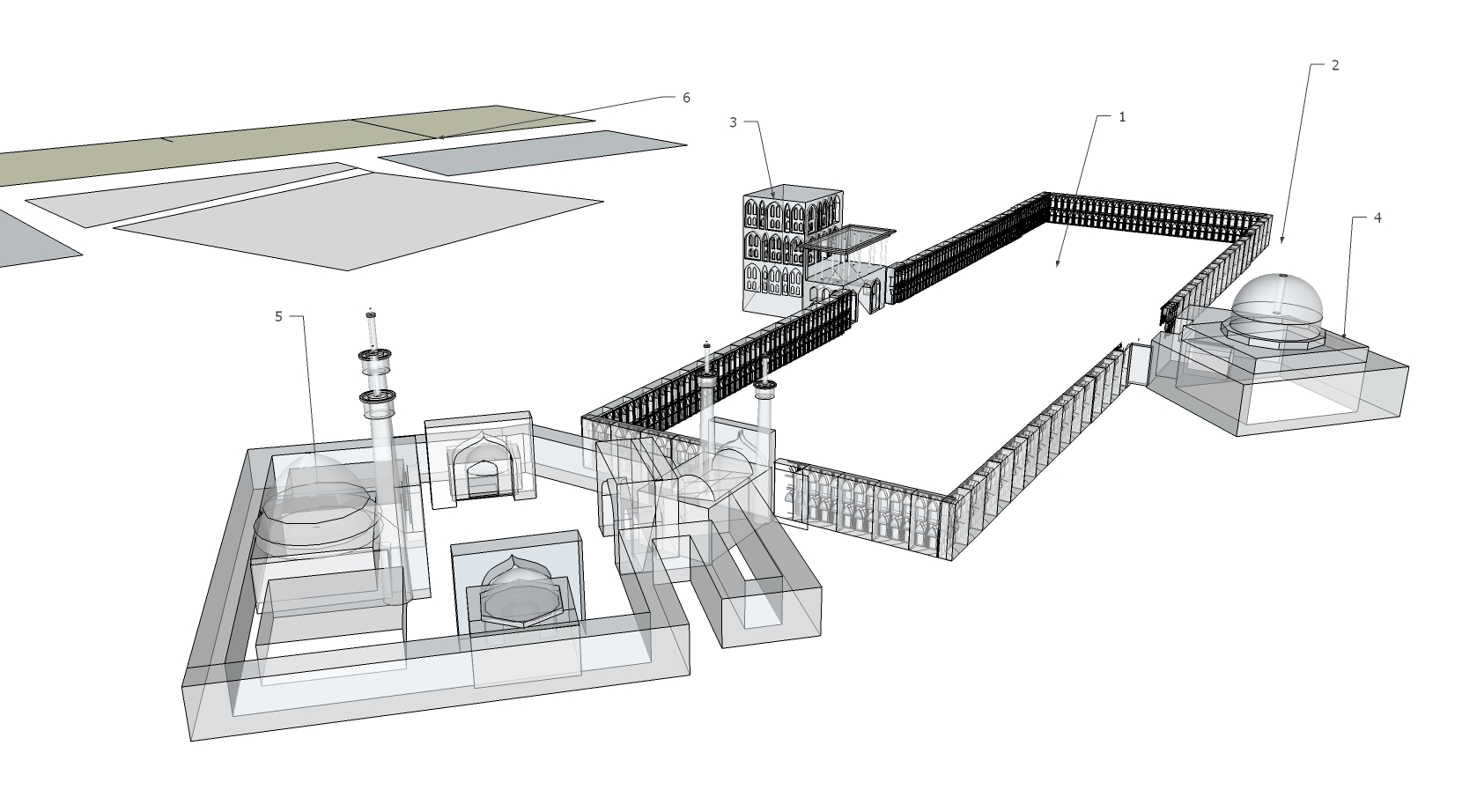
Esfahan en l'era dels safàvides: Maidan (1), entrada al basar (2), Palau d'Ali Qapu (3), Mesquita del xeic Lotf Allah (4), Mesquita de l'Imam Khomeini (5) i avinguda de Chaharbagh (6)

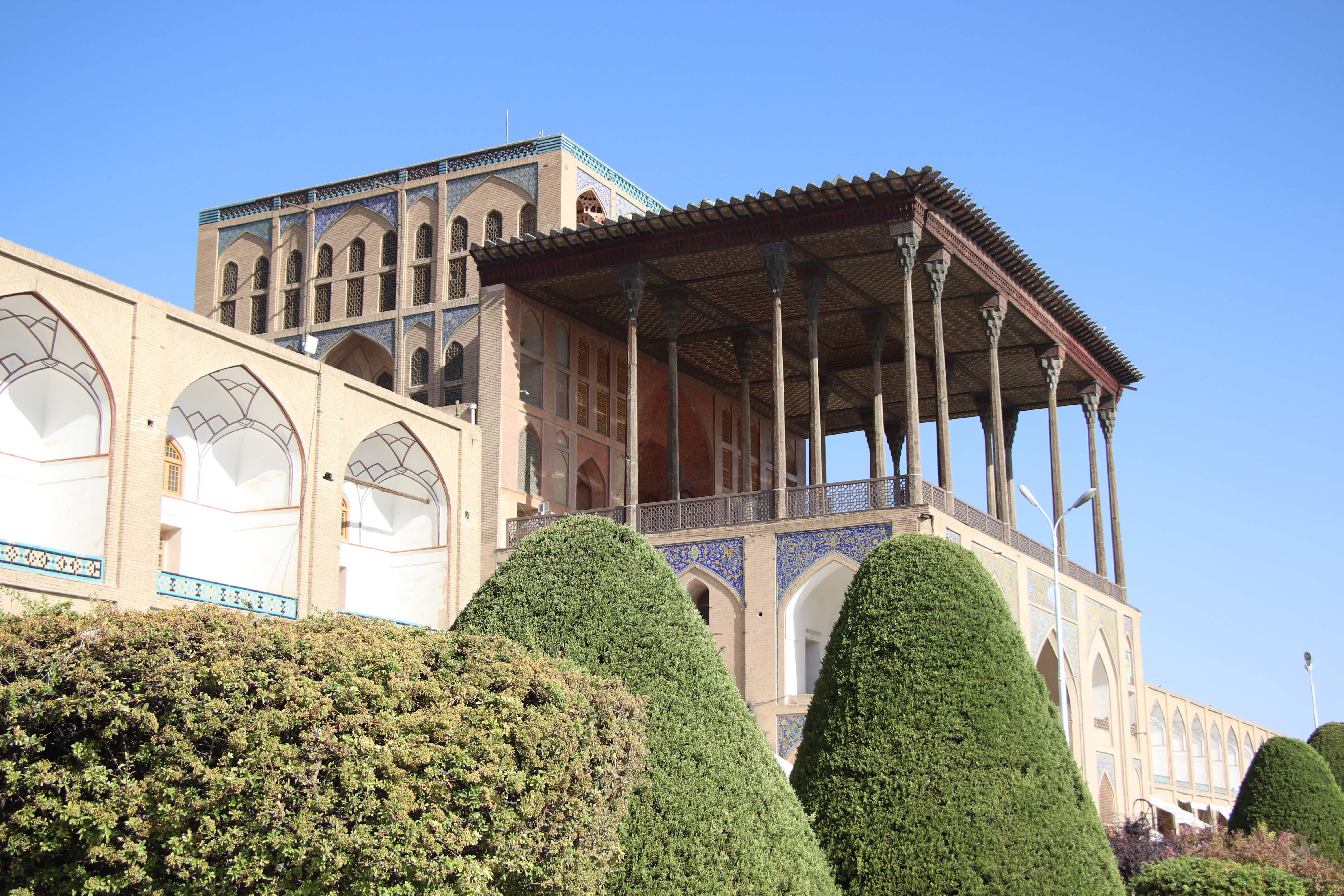
Palau Reial d'Ali Qapu (?-1597), Esfahan

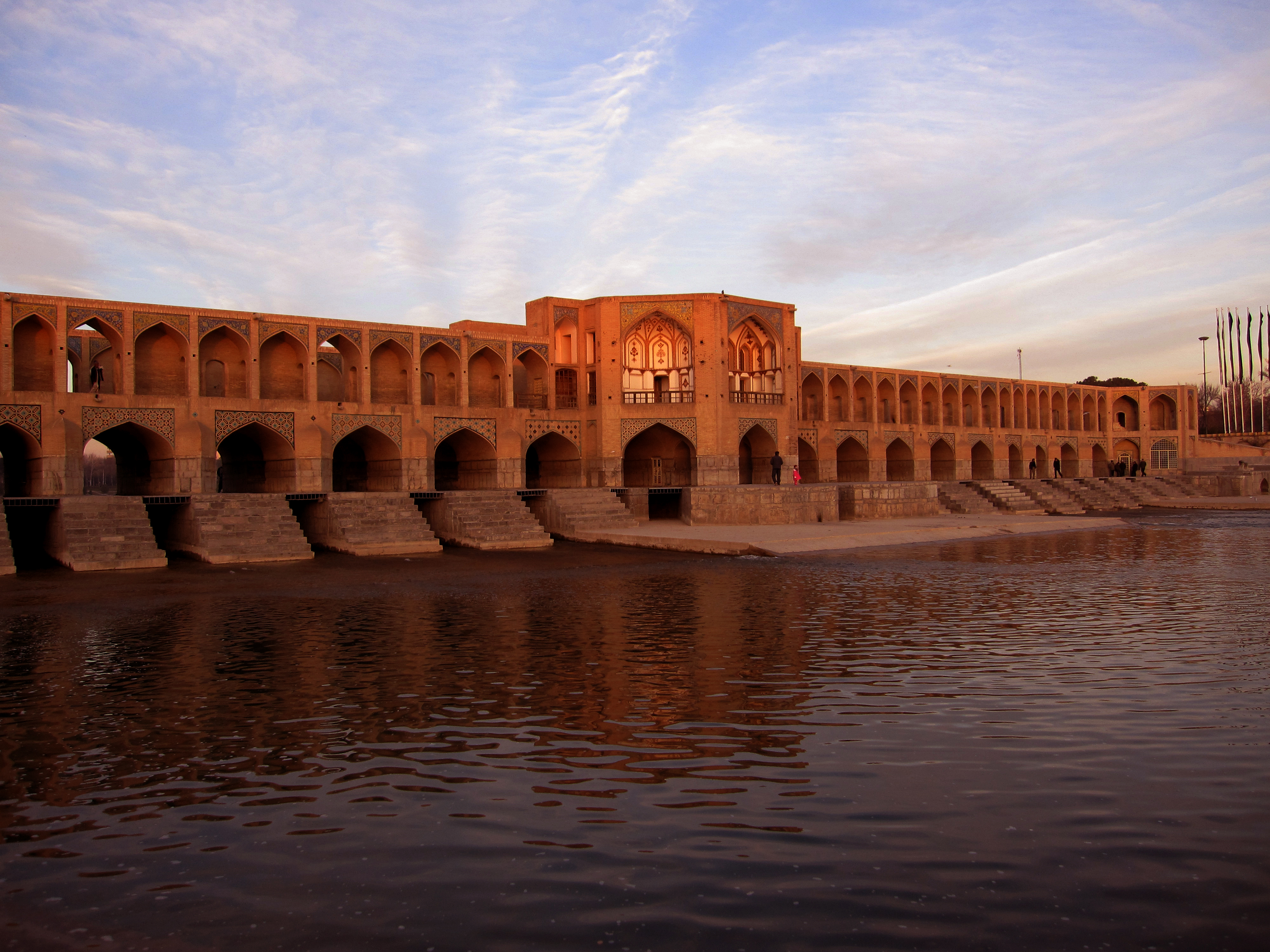
El pont Khaju (?-1650) sobre el Zayanda-Rud d'Esfahan

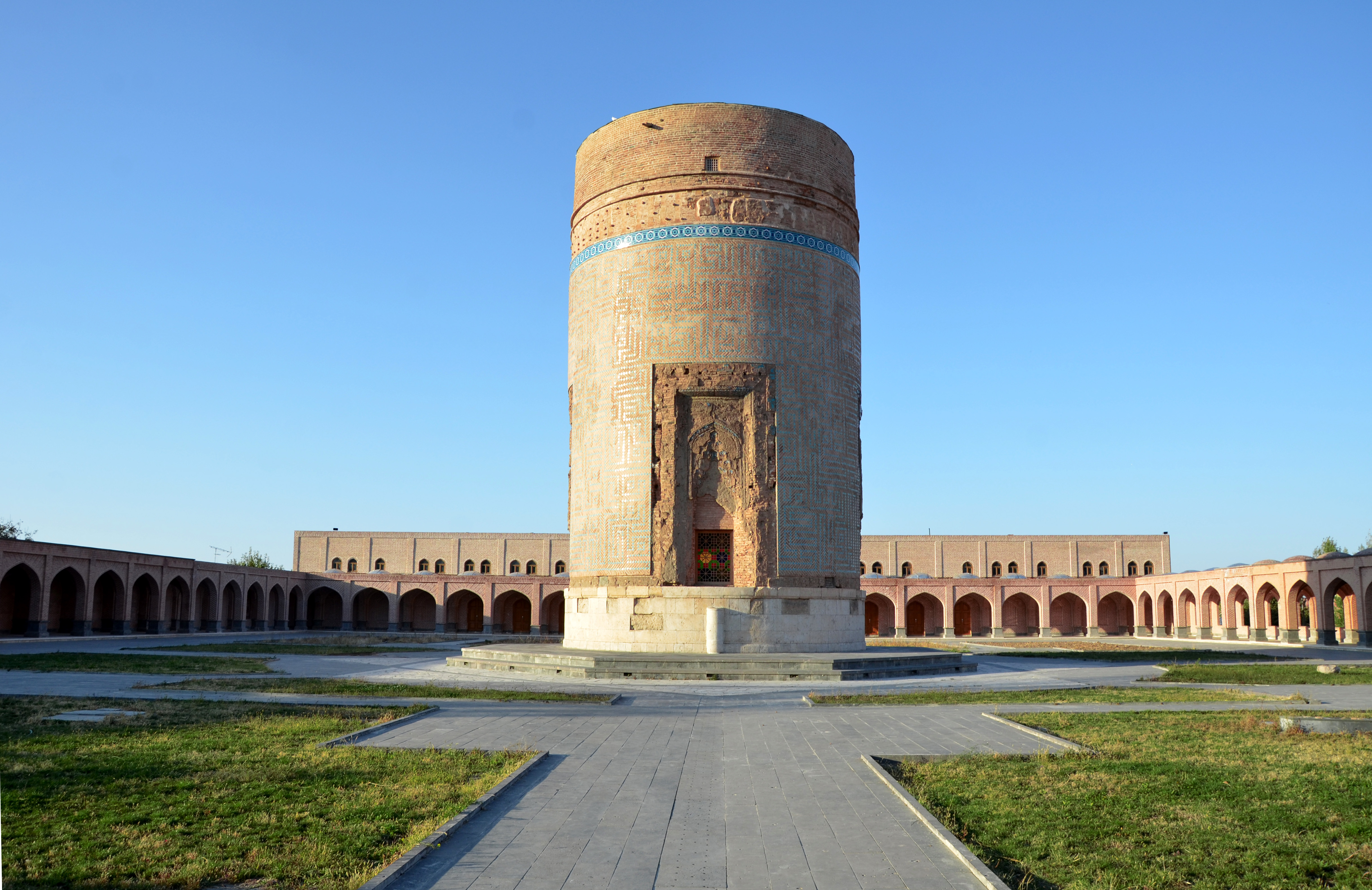
Mausoleu de Xaïkh Haydar, pare del primer governant safàvida Ismaïl I, a Meshginshahr

L'arquitectura safàvida correspon a l'estil islàmic que va florir en el regnat de la dinastia safàvida que governà Pèrsia, a l'est de l'Imperi otomà, entre el 1501 i el 1732. Aquest període, econòmicament robust i políticament estable, veié com l'arquitectura tradicional evolucionava en patrons i mètodes, i deixava petjada en l'arquitectura dels períodes següents (continuà fins a la fi del regnat Qayar). En foren els darrers sobirans els qui promogueren un art «persa» i van destacar en la planificació urbana d'Esfahan: els seus palaus són joies que destaquen entre jardins traçats amb perspectives precises, mentre l'avinguda monumental de Chaharbagh (o avinguda dels Quatre Jardins, de 3 km) articula la ciutat.
Esfahan va recuperar la seua importància del 1598 ençà, quan el xa Abbas I el Gran (r. 1588-1629) traslladà la capital des de la nord-occidental Qazvín a l'altiplà central iranià, a una altitud de 1.500 m, al lloc de l'antiga capital elamita Aspandana helyén, fertilitzada pel Zayanda-Rud ('el riu que dona vida'), un oasi de conreu intens enmig d'una vasta àrea àrida. Allunyava la capital de qualsevol atac futur dels otomans i dels uzbeks, i alhora tenia més control sobre el golf Pèrsic, que s'havia convertit en una important ruta comercial per a les companyies de les Índies Orientals neerlandeses i britànica. Abans del seu ascens, Pèrsia tenia una estructura de poder descentralitzada, en què diferents institucions lluitaven pel poder: militars (els Qizilbash) i governadors de les províncies que formaven l'imperi. El xa Abbas volia eliminar aquesta estructura política i la recreació d'Esfahan com a gran capital fou un pas important per a centralitzar el poder.
Començà el que es convertirà en un dels millors programes de la història iraniana, reconstruint i transformant la nova capital en una de les ciutats més grans i belles del món del segle xvii. L'arquitecte primer de la colossal tasca de planificació fou Bahā al-Dīn al-Āmilī), que centrà el programa en dos trets clau: l'avinguda Chaharbagh, de quatre quilòmetres de longitud, flanquejada en cada costat per totes les institucions prominents de la ciutat i les residències dels dignataris estrangers, i la plaça Naqsh-e Jahan ('Exemple del món') al bell mig, de 507 m de llarg i 158 m d'ample, envoltada per una filera de basars (Abbas I aplegava els tres principals poders al seu pati posterior: el clergat, representat per la mesquita reial, els comerciants, al Basar Imperial, i el seu propi poder, que residia al Palau d'Ali Qapu). La Mesquita del xeic Lotf Allah (1603-1618) es va erigir sobre una planta quadrada simple. No tindria importància arquitectònica, però amb la seua pisa blava i verda extremament rica és una de les joies de l'arquitectura islàmica oriental. Semblant, i a l'altre costat del Maidan (a causa de l'orientació de l'alquibla), la Mesquita de l'Imam Khomeini (1612-1630), construïda asimètricament, és una mica més sòbria en la decoració. Abbas I va introduir polítiques per a acréixer la participació iraniana en el comerç de la Ruta de la Seda i molts artesans turcs, armenis i perses foren reassentats per força a la ciutat per a assegurar-hi la prosperitat.
Amb més de 160 mesquites, 40 madrasses, 1800 caravanserralls i 270 banys públics, la ciutat tenia, si fa no fa, un milió de persones durant l'època d'Abbas I el Gran. El gran basar d'Esfahan també és únic en el món islàmic: cobreix uns trenta quilòmetres quadrats i arquitectònicament serveix com a entrada a la gran plaça central. Els pavellons i palaus amb jardins, així com la mateixa arquitectura dels jardins, foren de particular importància en l'arquitectura safàvida. S'alçaren pavellons luxosos al jardí del Palau Reial. Segons William Cleveland i Martin Bunton, l'establiment d'Esfahan com a gran capital i l'esplendor material de la ciutat atragué intel·lectuals de tots els racons del món, i això va contribuir a la rica vida cultural de la ciutat. Els impressionants assoliments dugueren els seus habitants a encunyar el famós elogi «Esfahan és la meitat del món».
El més conegut n'és el Palau de Chehel Sotun (1647) ('Palau dels Quaranta Pilars') al districte palatí en l'eix del Maidan. El disseny de les columnes evoca elements de Pèrsia, i els pedestals estan estampats amb lleons recolzats els uns contra els altres. L'entrada voltada, amb l'interior decorat amb espills venecians i murals en miniatura el fan especial. Fou erigit el 1647 per Abbas II (r. 1642-1666) i reconstruït després de l'incendi del 1706. L'ornamentació de figures no era pas aliena a la forma descrita pels artistes safàfives. La Tomba de Said Shah està adornada amb una passió d'imams xiïtes, la qual cosa, segons els sunnites, era un sacrilegi inimaginable. L'arquitecte en cap de la ciutat és un enginyer expert en art,  Sheikh Bahrá ad-Dín Muhammad Amili. Un palau secular igualment bell és el palau jardí de dos pisos anomenat Hasht-Behecht ('Vuit cels') erigit el 1669 per Sulayman I de Pèrsia.

Els safàvides també crearen aspectes nous en l'arquitectura de ponts. Des del Palau de Chehel Sotún, una filera de plàtans de tres quilòmetres condueix al pont d'Allahverdi (o Si-o-es Pol). Una solució arquitectònica excepcional és el pont Khaju (?-1650) del riu Zayanda-Rud. Com que el riu no era pas navegable, no s'hi tingué en compte el trànsit de vaixells i són prou amples per a donar cabuda tant a caravanes com a vianants. Els arquitectes de ponts demostraren molt d'enginy també en la construcció de preses i sistemes de comportes d'una manera harmoniosa.

Edificis d'Esfahan
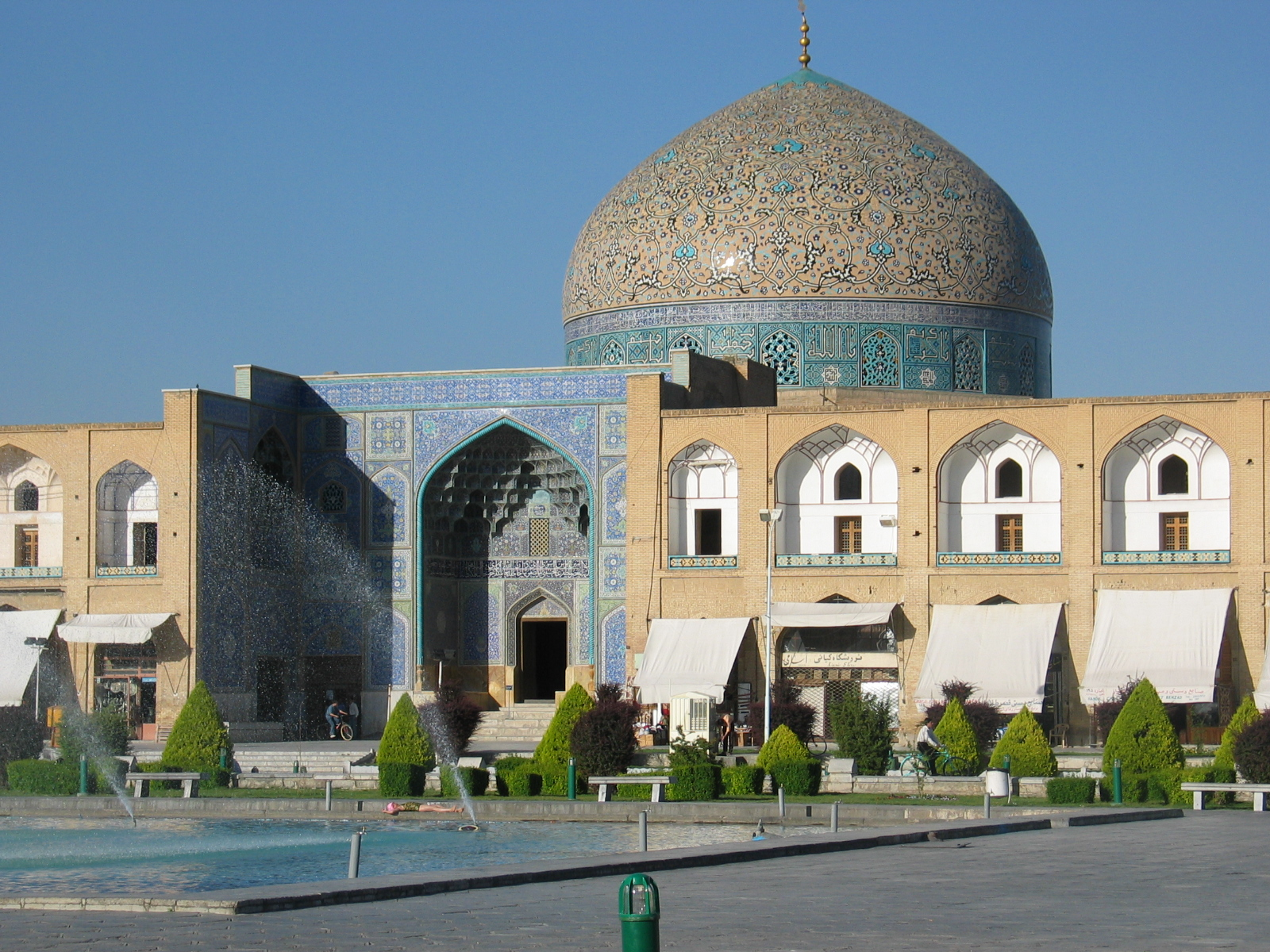
Entrada i cúpula de la Mesquita del Xeic Lotf Allah (1603-1618)
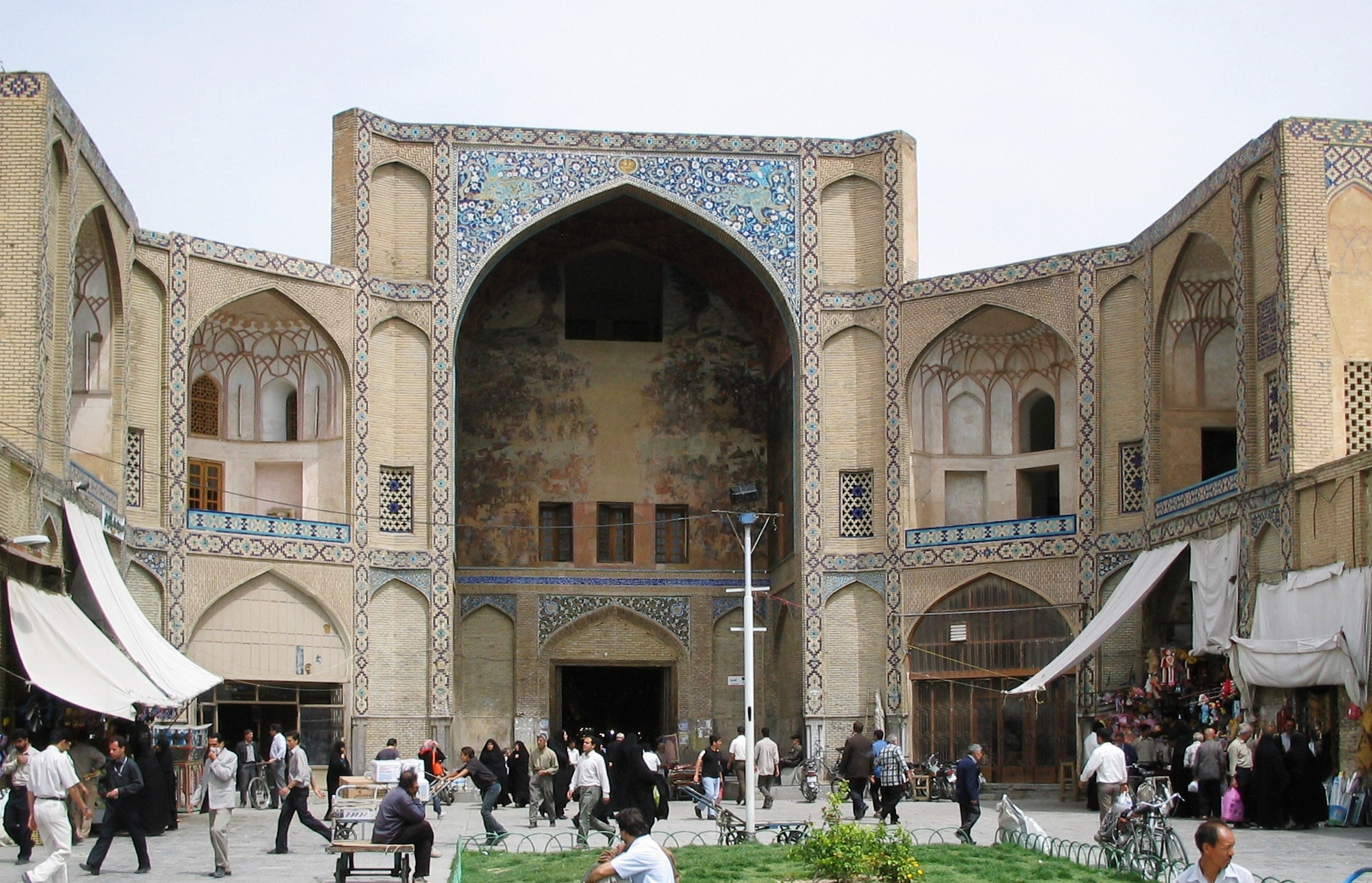
Entrada del Gran Basar (1620)
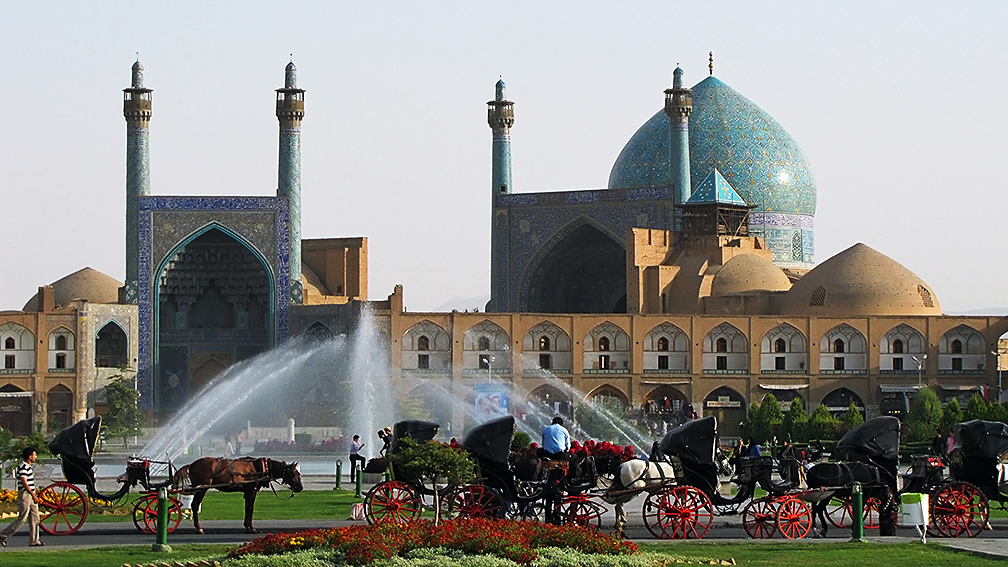
Iwan d'entrada de la Mesquita de l'Imam Khomeini (1612-1630), d'Esfahan
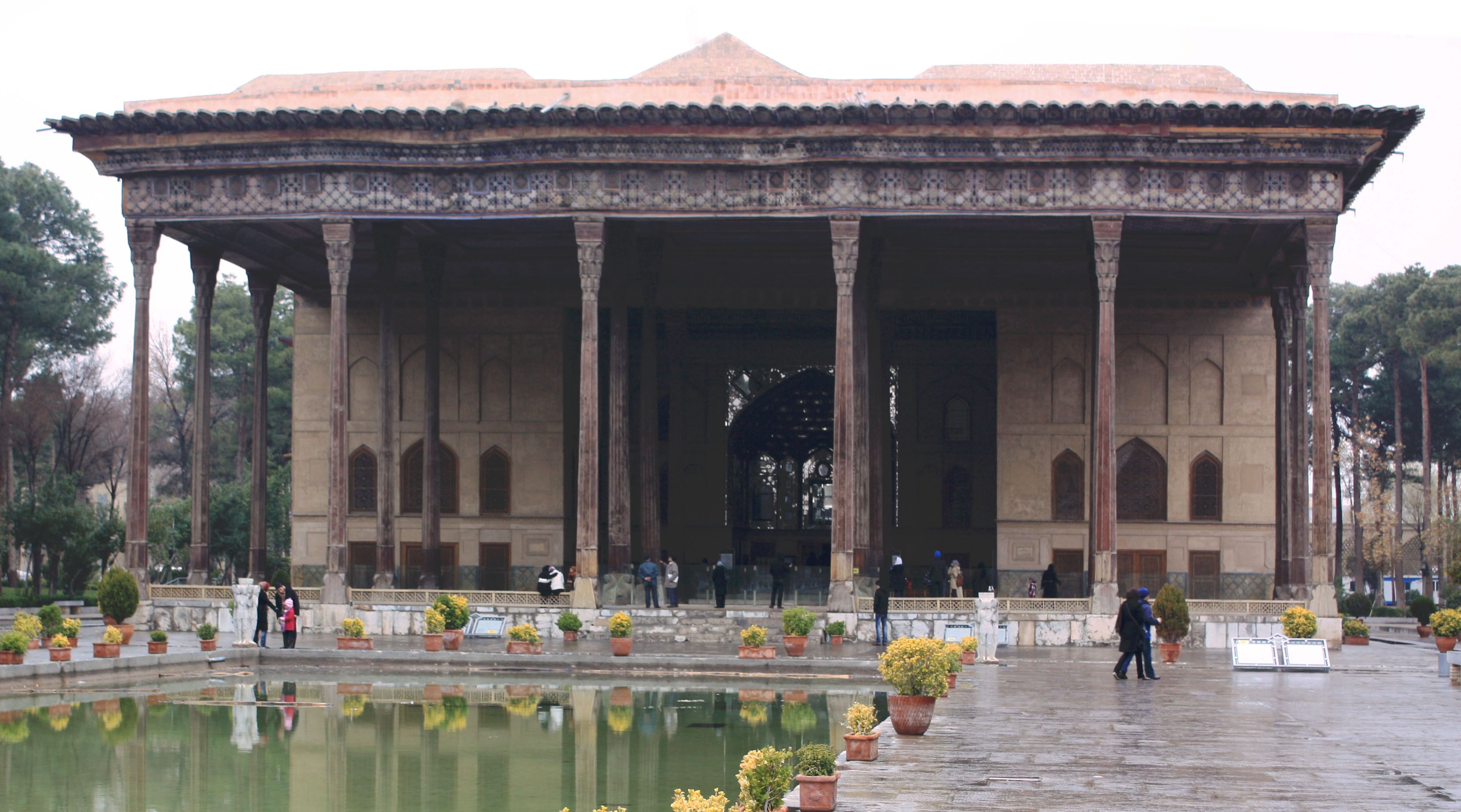
El Palau de Chehel Sotun (1647) d'Esfahan

Mesquites safàvides
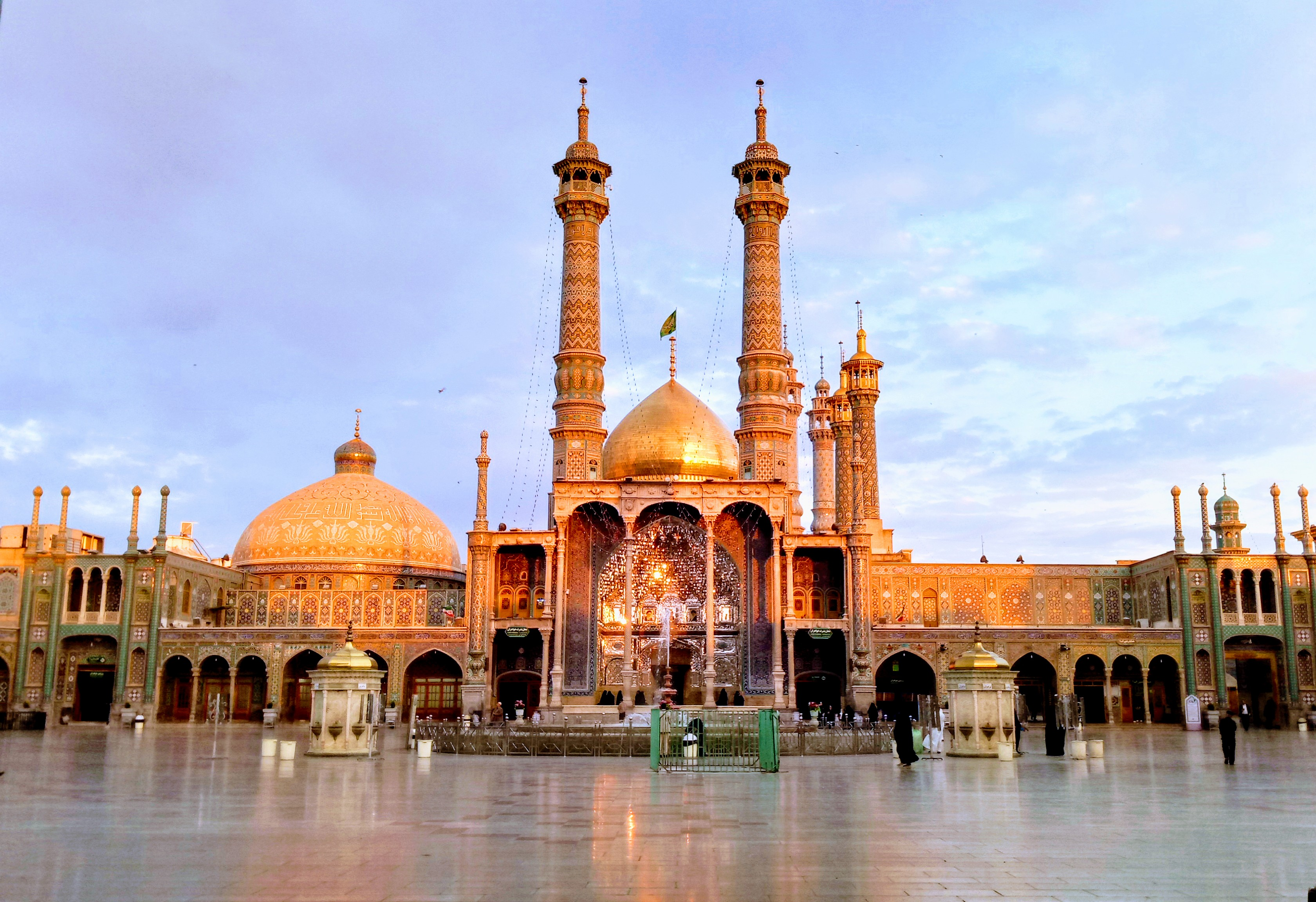
Mesquita de Fàtima Masumeh, Qom, Iran
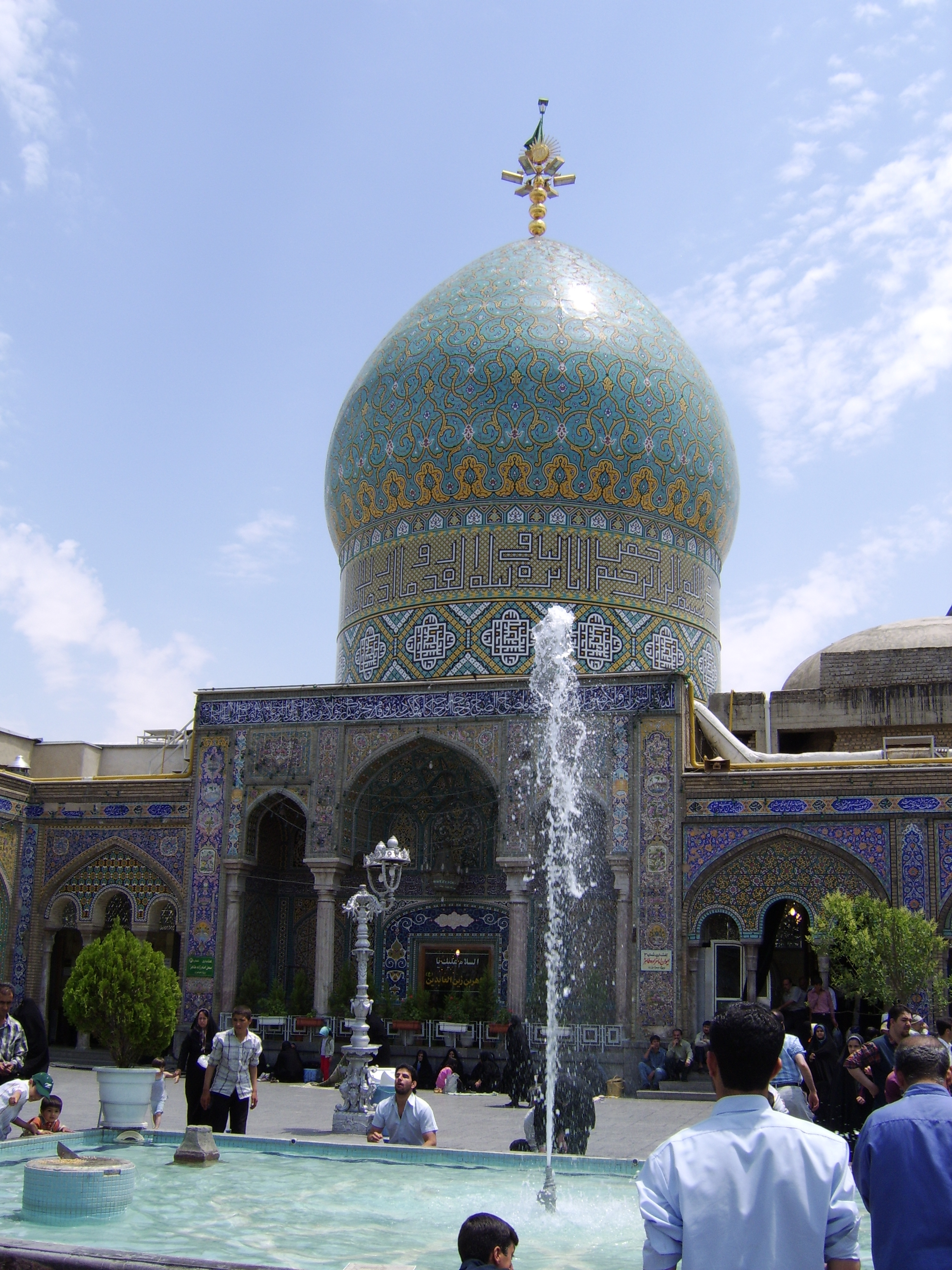
Mesquita Abdulazim, Rayy, Iran
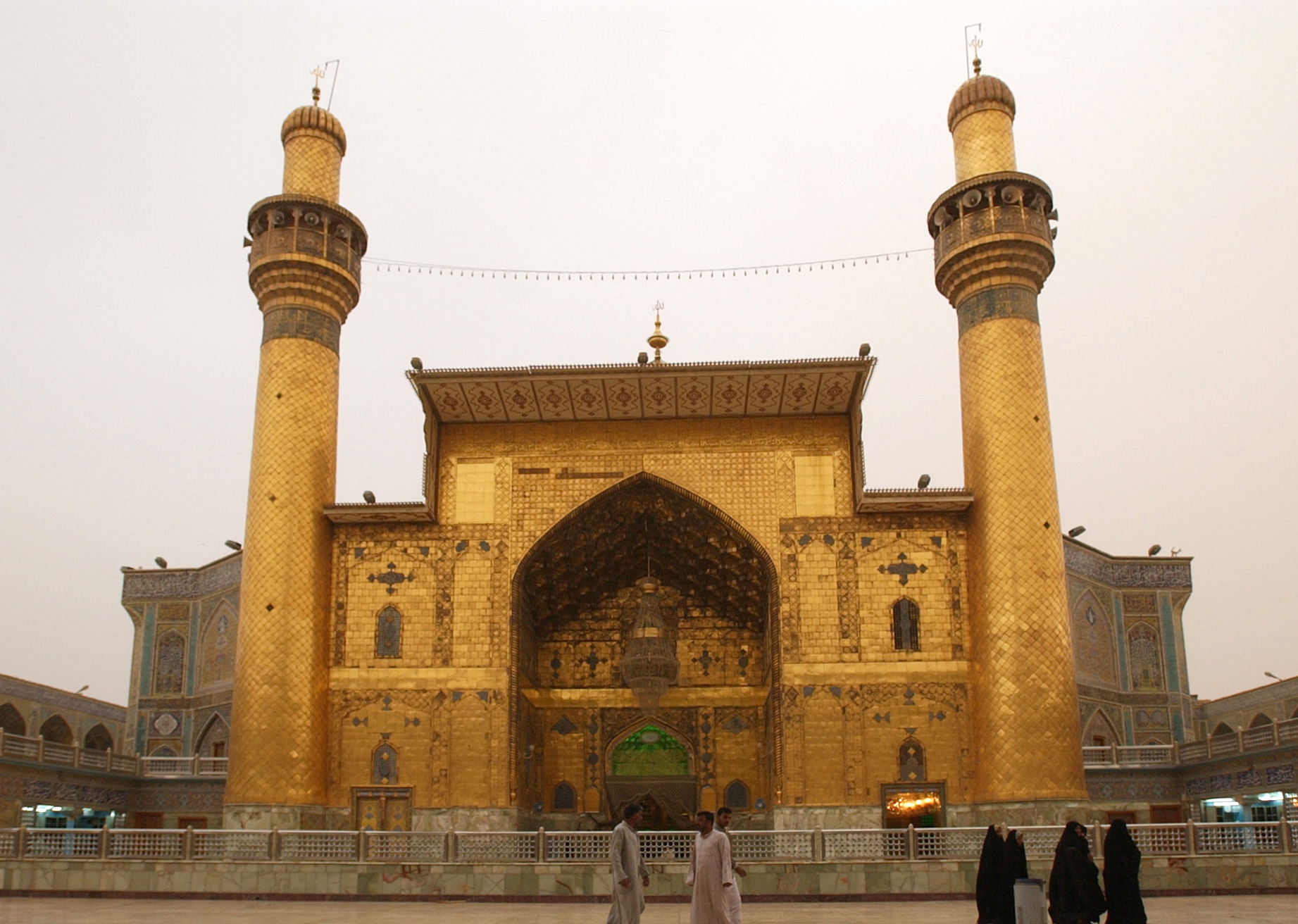
Mesquita de l'Imam Alí (977, original, rec. el 1086), Najaf, Iraq
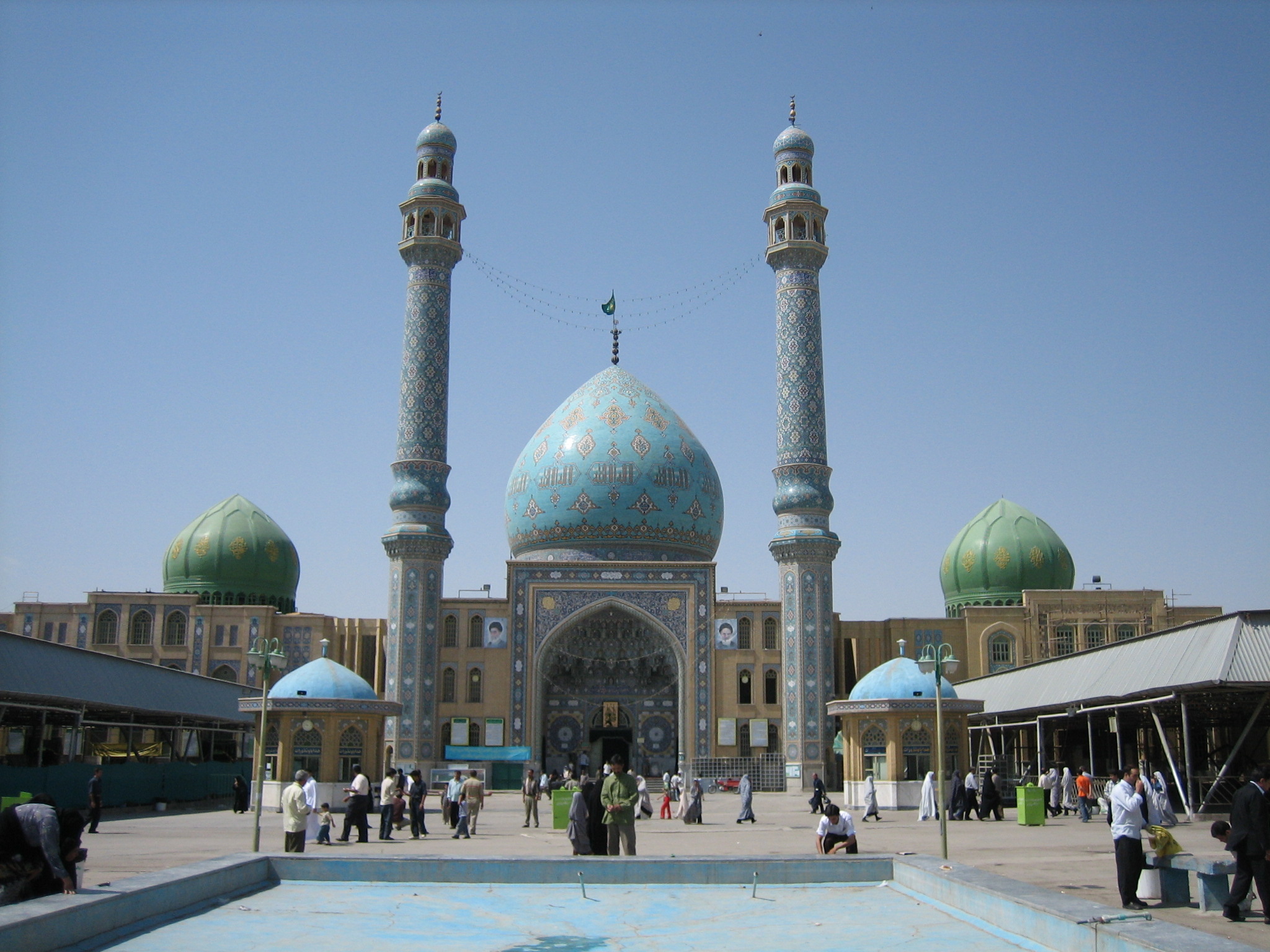
Mesquita Jamkaran, Iran
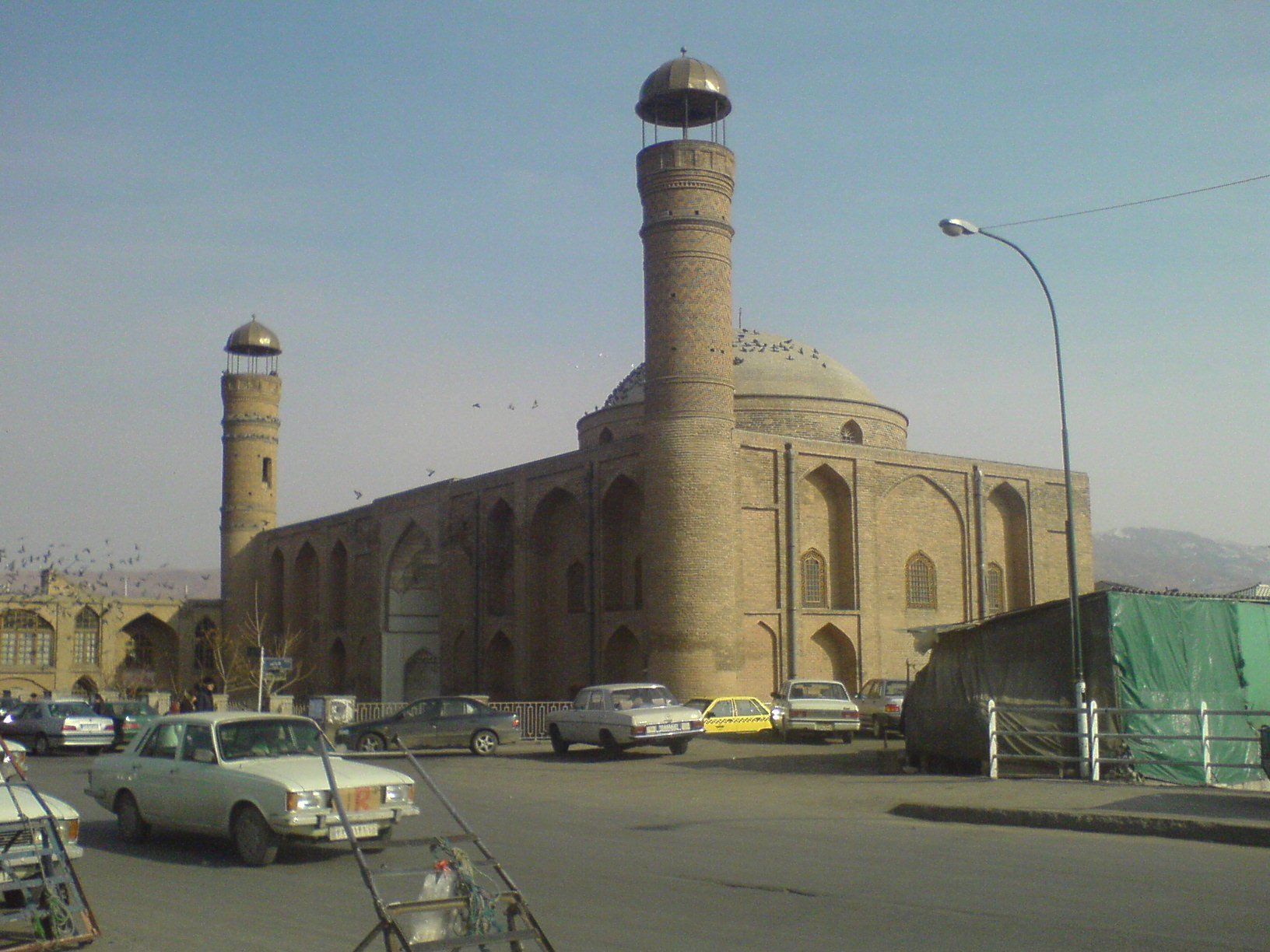
Mesquita Saheb-ol-Amr (1636), Tabriz, Iran

## Context històric

### Govern d'Ismaïl I de Pèrsia(r. 1501-1524)

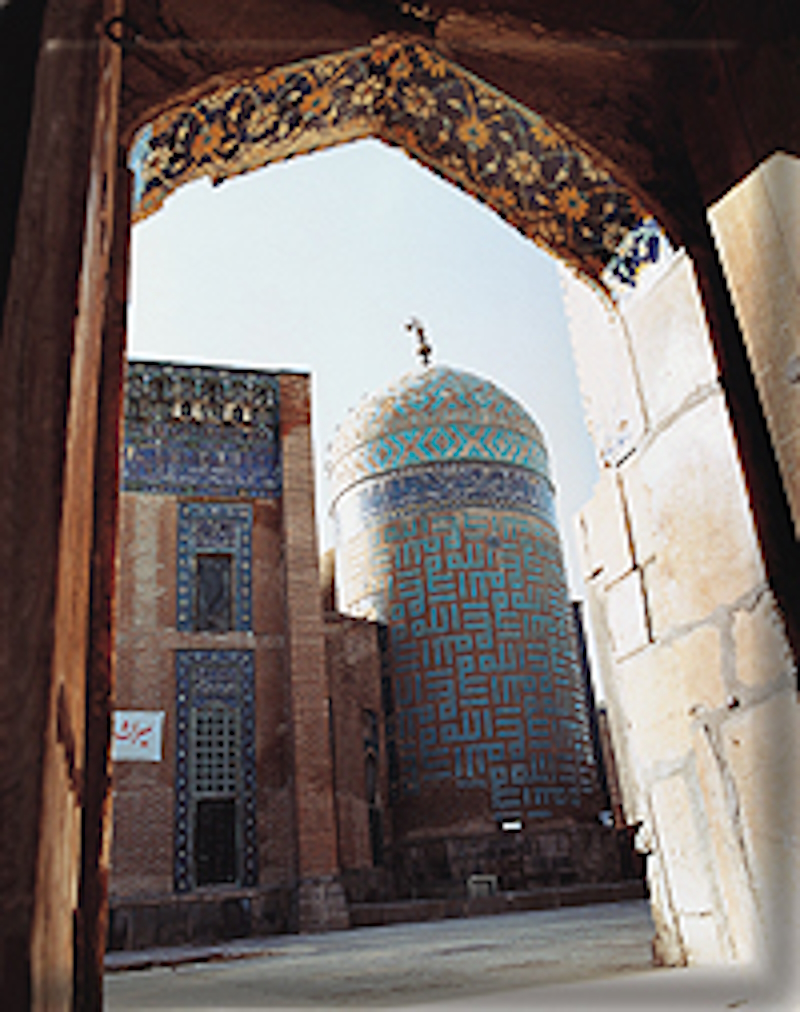
La Tomba de Xeic Safi al-Din Ardabili i una part del «Conjunt del Khānegāh i del Santuari del Xeic a Ardabil» (2010)

Si bé el primer xa safàvida va dur a terme una intensa restauració i conservació dels grans llocs del xiisme com ara Karbala (1508), Najaf (1508) i Samarra, a l'actual Iraq, i Mashad (1514), a l'est de l'Iran, etc., tot perpetuant les tradicions timúrides i turcmanes, el seu mecenatge arquitectònic com a constructor fou quasi nul, segurament pel fet que la conquesta safàvida es feu sense grans destruccions. Així, a Tabriz, la nova capital, tots els monuments dels turcmans van sobreviure. Sí, però, que va ser Ismaïl I qui va fer de la ciutat d'Ardabil (al nord de l'Iran) un centre dinàstic i un lloc de peregrinació, embellint la Tomba de Shaykh Safi i soterrant-hi les restes del seu pare el 1509. Se li deu l'edificació del Dar al-Hadith, una sala dedicada a l'estudi dels hadits, l'equivalent de l'antiga Dar al-Huffaz, que servia per a recitar l'Alcorà. Degué ser ell qui va planejar la seua tomba, tot i que es feu poc després de la seua mort (Aquest conjunt, conegut com a Complex del Khānegāh i del Santuari del Xeic Safi Al Din d'Ardebil fou declarat el 2010 Patrimoni de la Humanitat de la UNESCO). També s'acredita Ismaïl I per a la restauració de la mesquita aljama de la ciutat de Saveh, el 1520, la decoració exterior de la qual ha desaparegut, però que al mihrab combina un ús de l'estuc arcaïtzant i una delicada decoració d'arabescos en mosaic de ceràmica. Una altra mesquita de Saveh, la Masjed-e Meydan, va rebre un mihrab semblant, datat per dues inscripcions entre el 1510 i el 1518.
Dormish Khan Shamlu, cunyat d'Ismaïl, superà en part aquesta absència de construccions a partir del 1503. Aquest governador d'Esfahan, que residia més en la cort de Tabriz que a la seua pròpia ciutat, en deixà les regnes a Mirza Shah Hussein Isfahaní, l'arquitecte més gran de l'època, que hi va construir la Tomba d'Harun-e Vilayat el 1512-1513. Assenyalat per un viatger occidental com un gran centre de «pelegrinatge dels perses» (tant de musulmans com de jueus i cristians), aquest monument consta d'una cambra quadrada sota una cúpula, seguint un esquema de planta tradicional. La cúpula descansa sobre un alt tambor, de mocàrabs que omplin la zona de pas octogonal. Dos minarets ara desapareguts magnificaven el gran porxo, i la decoració d'hazarbaf i mosaics de ceràmica, concentrada a la façana, es mantenia en la tradició timúrida. La façana, amb arcs cecs, s'unifica per la decoració de fons, com era el cas en la Mesquita de Yazd. Cal afegir a la tomba la Mesquita Masjed-e Ali, molt propera, acabada el 1522 per ordre del mateix patrocinador.

### Govern de Tahmasp I (r. 1524-1576)
Igual que el seu predecessor, Tahmasp I, al començament del seu regnat (1524-1555) fou poc actiu en el patrocini de grans obres arquitectòniques. Foren en especial les grans mesquites de Kerman, Siraz i Esfahan, i els santuaris de Mashad i d'Ardabil els que se'n beneficiaren. En aquest darrer, es pot citar la torre funerària del Sha Ismaïl, que probablement es va fer en els primers anys del regnat de Tahmasp, tot i que no se'n sàpiga la data. Està situada al costat de la torre funerària del fundador de la dinastia i, a causa d'aquesta proximitat, té un diàmetre relativament menut. Desproporcionadament alta, té tres petites cúpules superposades, i juga amb una decoració de ceràmica dividida en molts registres per a evitar la monotonia. El color groc de la ceràmica és, però, un element completament nou. També a Ardabil, se li atribueix a Tahmasp el Jannat Sara, un edifici octogonal amb dependències adjacents i jardins molt degradats en el segle xviii (i ara restaurats). Situat al nord-est de la tomba, dataria, segons Morton, dels anys 1536-1540. El seu principal ús encara és debatut, perquè s'esmenta com una mesquita en fonts europees, però no pas en les de Pèrsia, i això planteja si seria per a albergar la tomba del mateix xa Tahmasp, tot i que en realitat després fou enterrat a Mashad. És d'allí d'on venen les famoses estores d'Ardabil.
Es deu també a Tahmasp un palau de Tabriz, la capital fins al1555, del qual res no es conserva pas, tret d'una descripció del viatger italià Michele Membre, que visità la ciutat al 1539. Segons ell, tenia un jardí envoltat per murs de pedra i de terra amb dues portes d'una gran meydan a l'est i d'una nova mesquita.
Al final del regnat, Tahmasp va refer els jardins de Sādatabad. Com tots els jardins perses, està dividit en quatre per dues sendes perpendiculars i envoltat per un canal, una disposició que es troba en especial en les estores jardí del mateix període. Té banys, quatre mercats coberts i tres pavellons de plaer: el Gombad-e Muhabbat, el Iwan-e Bāgh i el Chehel Sutun. El nom d'aquest darrer, construït el 1556, significa 'palau de quaranta columnes': té vint columnes reflectides sobre un estany. En la tradició persa, el nombre quaranta s'usa sovint per a significar una gran quantitat. Aquest petit edifici d'una sola planta servia com a lloc d'audiència, de celebració de banquets o per a finalitats més privades. Estava decorat amb plafons pintats amb escenes literàries perses, com ara la història de Farhad i Shirin, o escenes de celebracions o de polo, etc. Unes bandes florals envoltaven aquests plafons realitzats a partir de models del mateix xa, pintor en el temps de lleure, o fins i tot de Muzàffar Ali o de Muhammadi, llavors treballant en el taller biblioteca (ketab khaneh) reial.
A Nayin, la casa del governador, edificada sobre una planta de quatre iwans, presenta una decoració historiada, sens dubte entre el 1565 i el 1575, seguint una tècnica estranya i sofisticada: sobre una capa de pintura vermella, l'artista disposava una capa de pintura blanca, després raspada per a revelar els motius amb siluetes de color roig que recorden l'art de la miniatura persa i de les teles. Hi apareixen lluites d'animals, prínceps al tron, escenes literàries (Khosrow i Shirin, Yusuf i Zouleykha), un joc de polo, etc. Es nota que les siluetes es corben i que el taj, el característic pentinat dels safàvides al començament de l'imperi, ja ha desaparegut, segons la moda de llavors. En els cartutxos n'hi ha cal·ligrafiats quartets del poeta Hafez de Siraz.

### Govern d'Abbas I el Gran (r. 1587-1629)

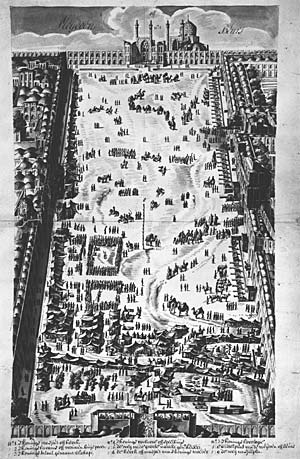
Dibuix del meydan de Hofsted G. van Essen, 1703, Biblioteca de la Universitat de Leiden

El regnat d'Abbas I el Gran marca l'esclat de l'arquitectura safàvida, amb la construcció d'una nova capital a Esfahan.

#### Esfahan
Per tercera vegada en la història dels safàvides, la capital de l'imperi canvià durant el govern d'Abbas I el Gran: es traslladà a Esfahan, una modesta vila en una posició més centrada a Tabriz o Qazvín (situada entre Teheran i Tabriz). Es va establir la nova capital al costat de la vella ciutat, organitzada a l'entorn d'una maidān (o 'plaça'), que ací és una gran plaça de 512 m de longitud i 159 m d'amplària. En un costat n'hi ha la Mesquita de l'Imam Khomeini, en l'altre l'oratori del xa, anomenat Mesquita del Xeic Lotf Allah, mentre que el Palau d'Ali Qapu s'obri a un passeig (Chāhār Bāgh, o Tchahar Bagh, 'jardí de la ciutat', el bulevard Chaharbagh) i el gran basar condueix a la vella Mesquita del Divendres. Dos ponts travessen el Zayanda-Rud, que duu al barri armeni de La Nova-Julfa.
El conjunt de la plaça de Naqsh-e Jahan fou declarat el 1979 Patrimoni de la Humanitat per la UNESCO.

##### Palau d'Ali Qapu

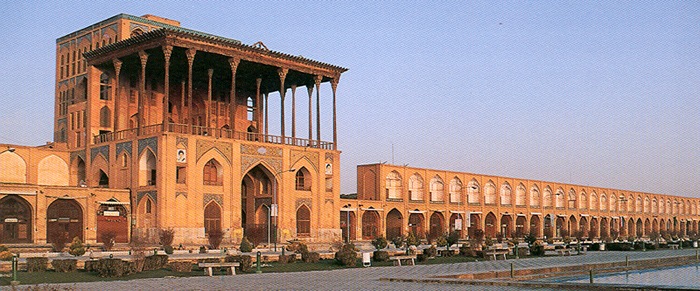
Ali Qapu i arcades del maidān, Esfahan, principis del segle XVII

És una edificació prou alta, que s'obri en un costat del maidan i de l'altre sobre el Chahar Bagh. El Palau d'Ali Qapu es degué construir en dues fases, segons Galieri, que l'ha estudiat fil per randa. Té les característiques pròpies de l'arquitectura persa, com el gust per les proporcions de dos terços / un terç de la part superior (talār), o fins i tot l'ús de la planta cruciforme. La decoració recorda sovint l'art llavors contemporani, amb núvols, ocells enlaire, arbres florint tractats amb una gamma de colors suaus. Les cambres superiors, anomenades sales de música, estan decorades amb petits nínxols en forma d'ampolles de coll llarg. El Palau Ali Qapu servia de porta a la senda processional de la part posterior, però el xa també l'utilitzava per a mostrar-se i veure els partits de polo i les desfilades militars que regularment se celebraven en el maidan.

##### Qaysarieh, o Gran Basar

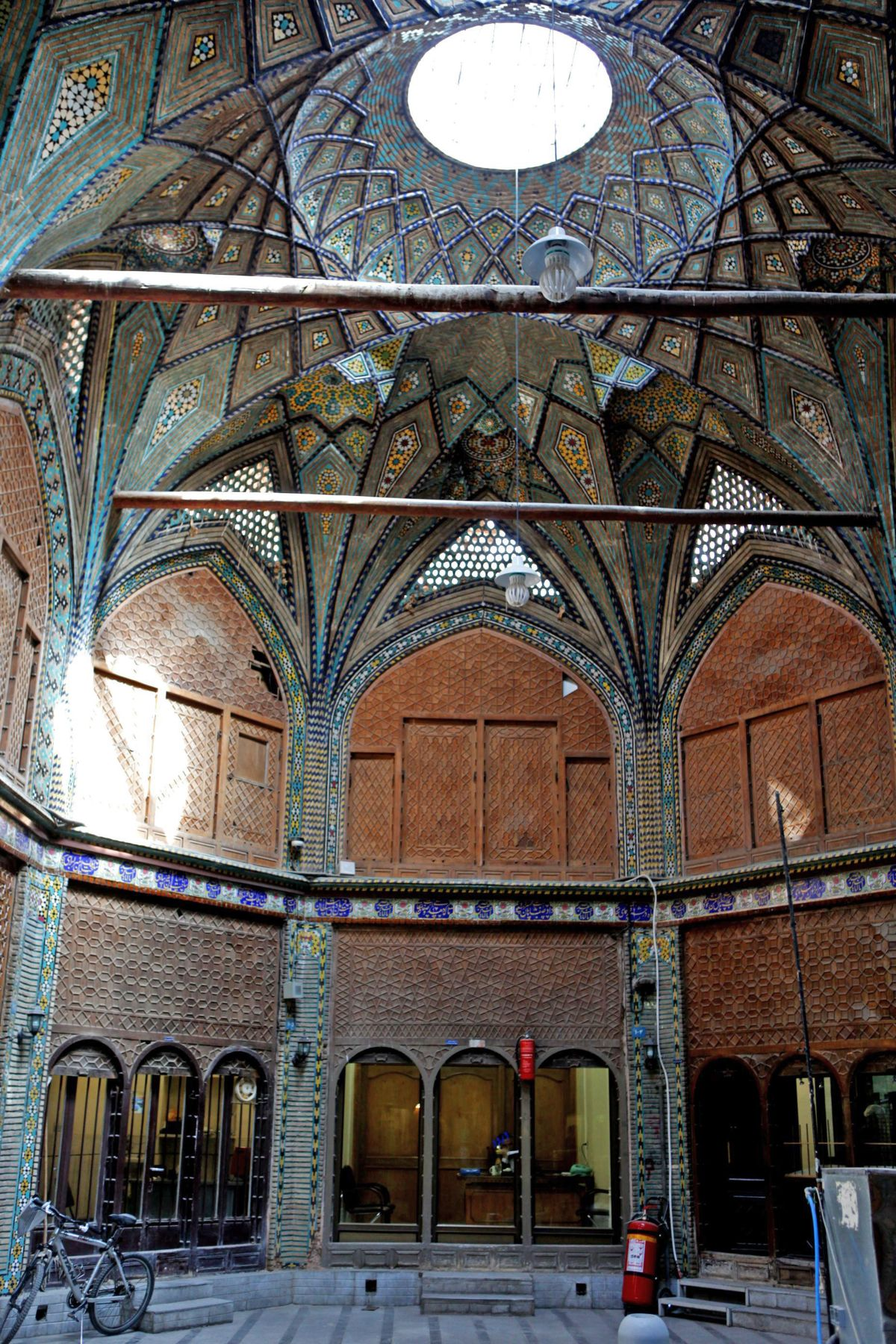
Interior del Gran Basar

El Gran Basar està connectat amb l'antic mercat d'una banda, i amb el maidan de l'altra. Al costat que s'obri al maidan, l'alta volta d'arestes tanca una estructura d'uns quants pisos, en què la part superior estava reservada per a l'orquestra del xa mentre que per sota estaven les botigues i les habitacions, disposades segons els oficis. Una decoració de mosaics de ceràmica reflecteix l'interés del xa en l'arquitectura civil tant com en l'arquitectura religiosa o d'oci.

##### Mesquita del Xeic Lotf Allaho oratori del xa

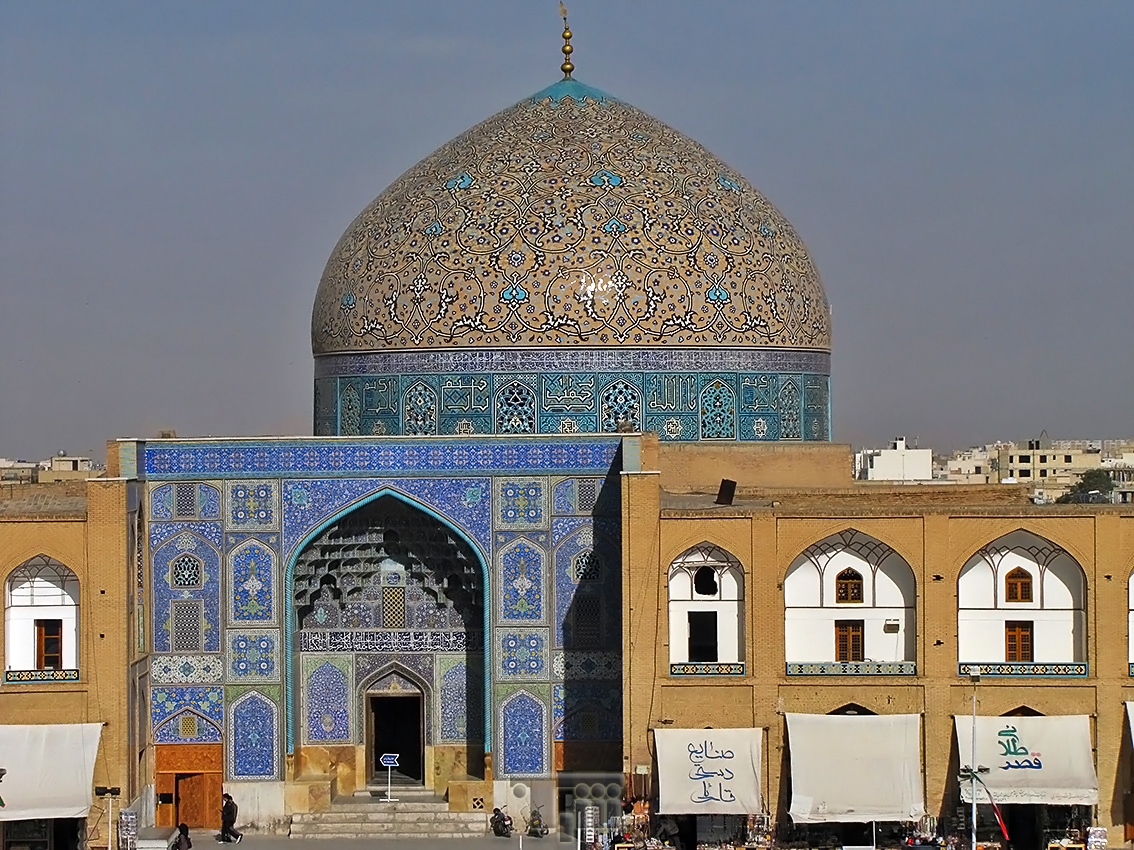
Mesquita del Xeic Lotf Allah, ca. 1618, Esfahan

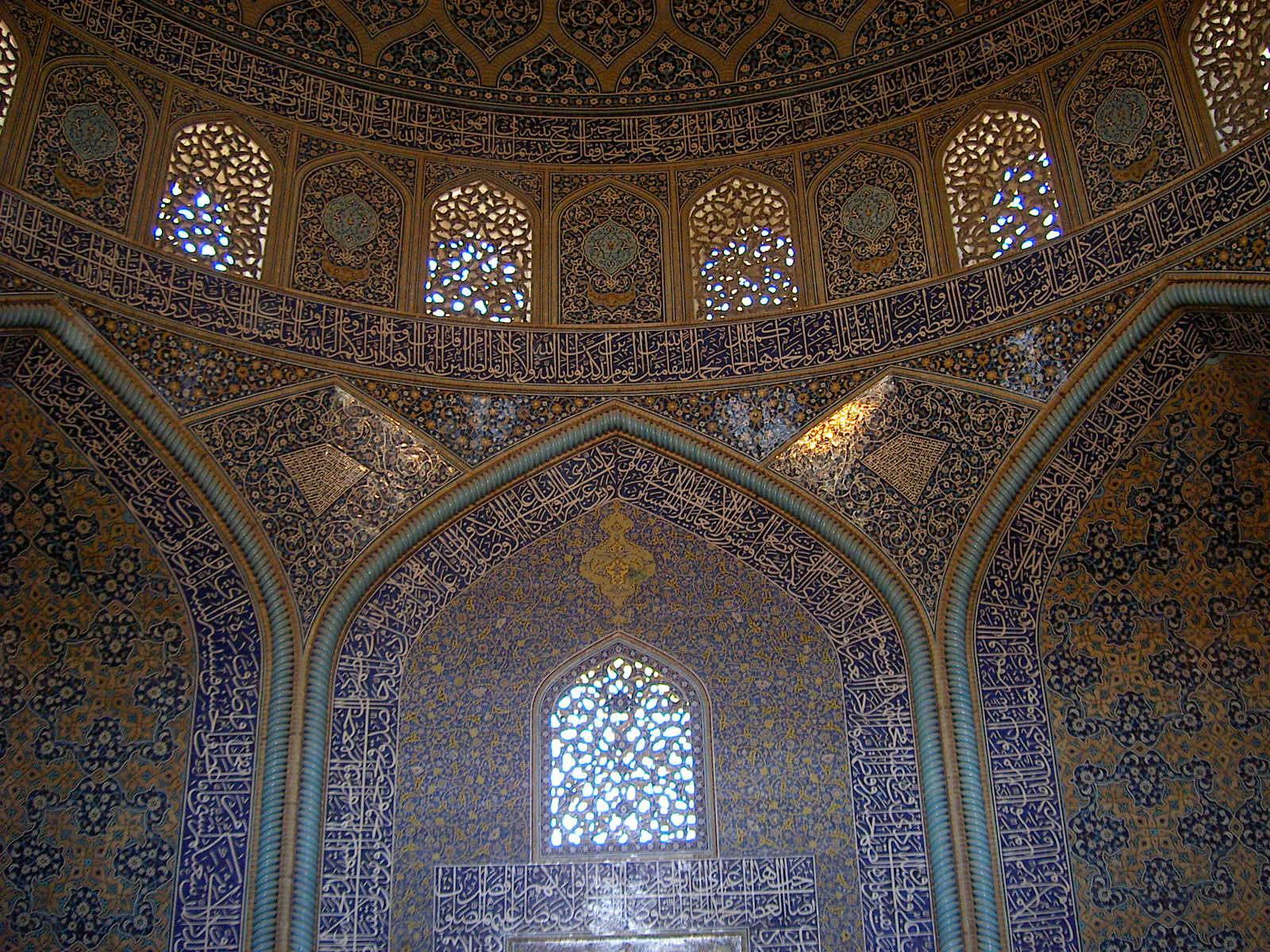
Interior de la Mesquita del Xeic Lotf Allah

Aquesta mesquita fou la primera que es va construir a la nova Esfahan, abans que la Gran Mesquita del Xa. La construcció se'n perllongà més de setze anys (1603-1618). Dues dates (el 1616 a la cúpula i el 1618 al mihrab) fan pensar que es completà al voltant del 1618. L'arquitecte en fou Muhammad Riza ibn Husayn, i el cal·lígraf en degué ser Reza Abbasi, gran miniaturista.
La planta d'aquesta petita mesquita és prou inusual, amb una entrada intencionadament ombrívola que condueix a una sala d'oració coberta amb una cúpula i oberta per un gran portal. L'absència de pati és notable, com també la de minaret, perquè només s'utilitzava com a oratori del sobirà.
La decoració recobreix de ceràmica els punts més baixos i amb plafons de marbre groc els superiors, amb nínxols als costats amb estalactites. La paleta de la cúpula exterior és molt singular, dominada pel color terra.

##### Mesquita del Xa

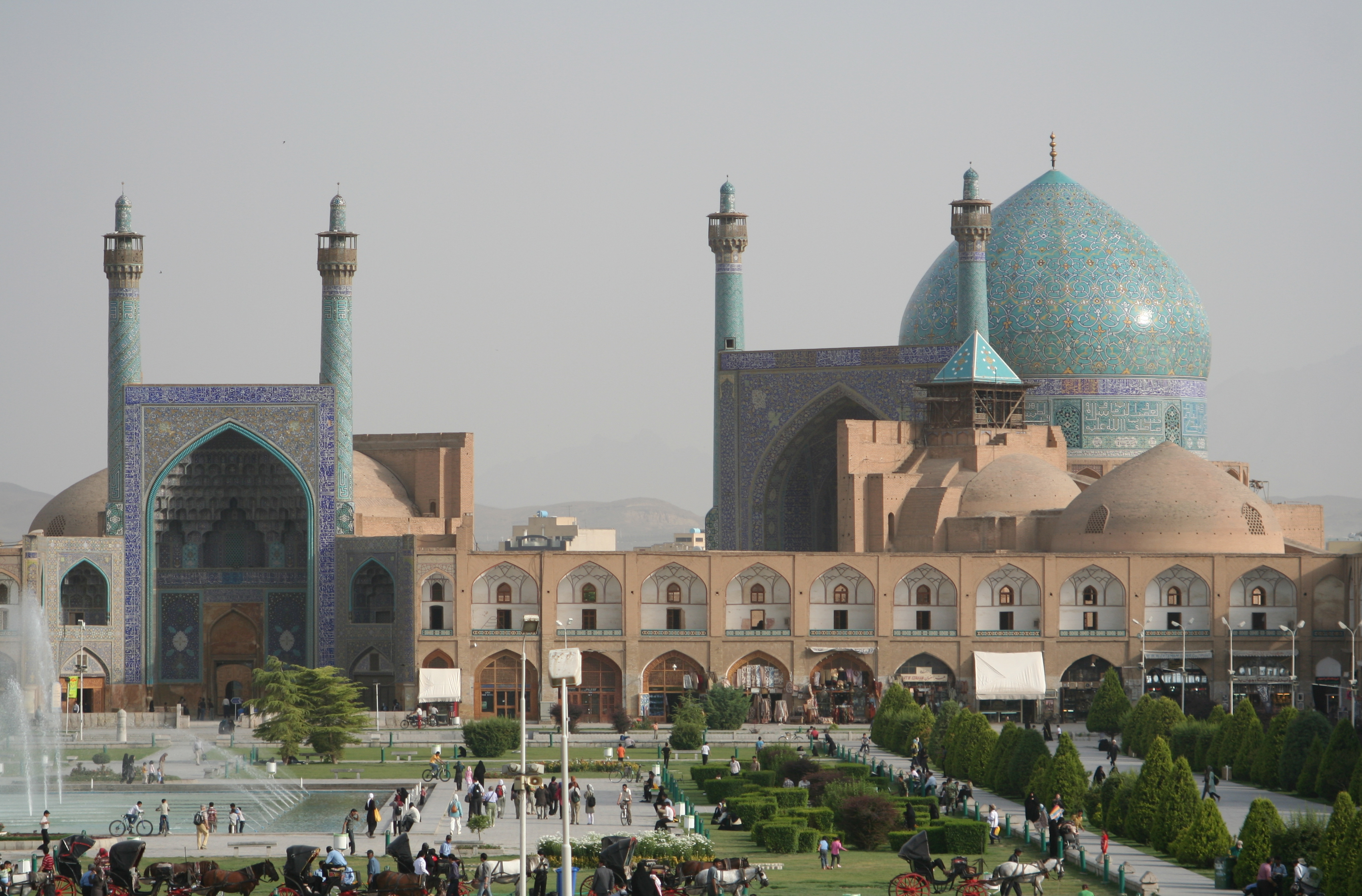
Vista de la Gran Mesquita del Xa

La Mesquita del Xa o de l'Imam Khomeini la van construir entre 1612 i 1630 sota la direcció dels arquitectes Muhibb al-Din Ali Kula i Ustad Ali Akbar Isfahani. Les dimensions en són colossals: 140 m per 130 m, una àrea de 18.000 m². La planta, però, és molt més ortodoxa que la de la Mesquita del Xeic Lotf Allah: és estrictament simètrica, amb quatre iwans i dues cúpules, amb minarets davant la sala d'oració. En tots dos costats hi ha dues madrasses.
La planta de l'edificació, com la decoració, té una gran coherència. Els revestiments ceràmics tapen tots els murs, però l'altra cara dels iwans sovint es passa per alt en benefici de la façana. El color dominant n'és el blau, que quasi forma una «capa blava» i dona unitat al conjunt. Poden establir-se comparances amb l'art de la miniatura persa.

##### El pont Allahverdi-khan

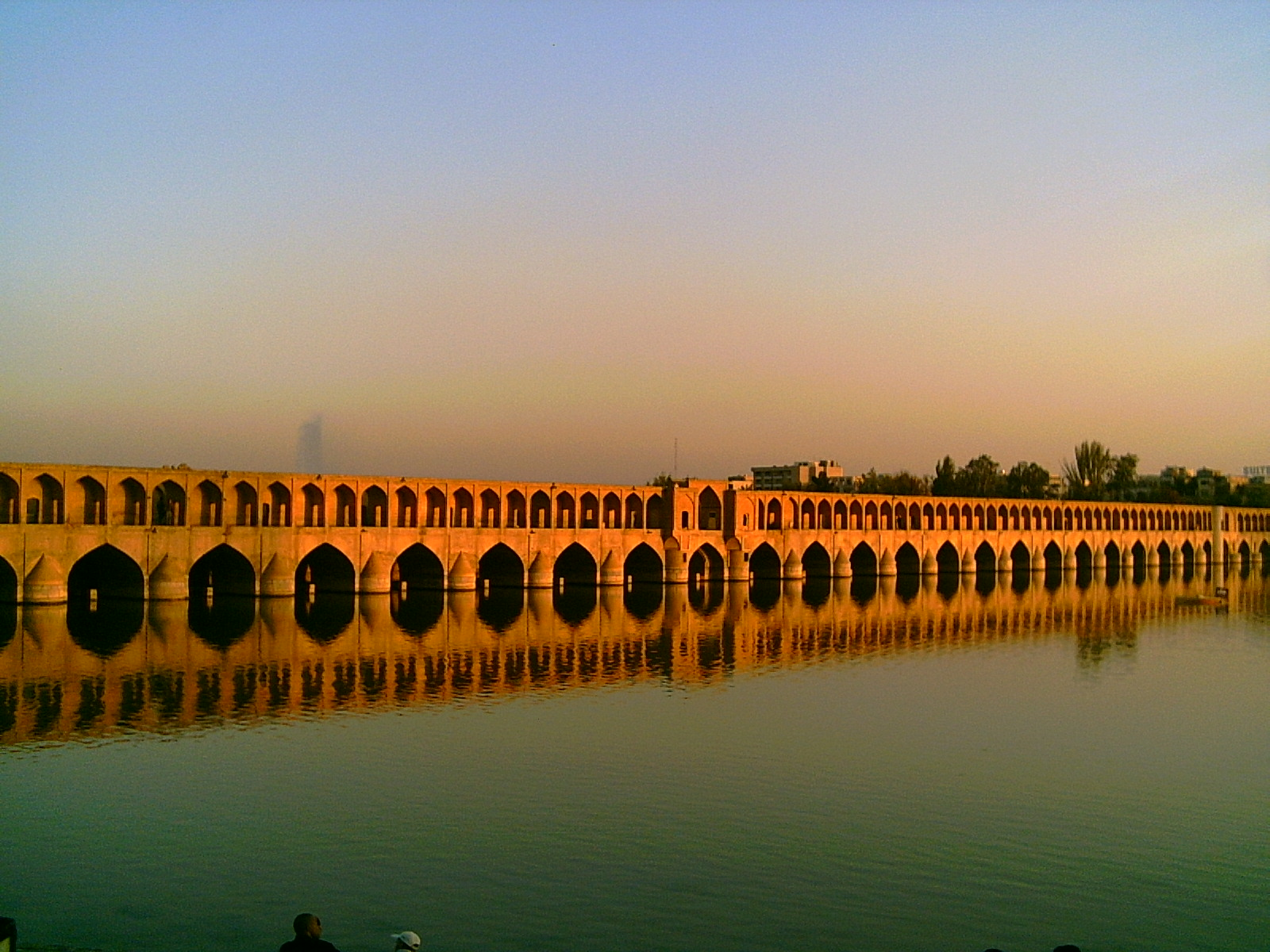
El pont al capvespre

Del 1608, aquest llarg pont fou construït per  Allahverdi Khan, el primer ministre georgià d'Abbas I el Gran. Es disposa en continuïtat amb el bulevard Chahar Bagh. Amb les seues arcades, als costats i a la base, ofereix l'oportunitat de passejar en diferents nivells, depenent de l'alçada de l'aigua. Servia de lloc de franqueig del riu, i de presa per a regular-ne el cabal. En creuar-lo, l'aigua dona lloc a un gran efecte de font gràcies als emmarcaments. Al seu costat hi ha un talār, el quiosc d'espills, des d'on el sobirà podia observar el riu.

### Govern d'Abbas II (r. 1642-1666)

#### Chehel Sotoun

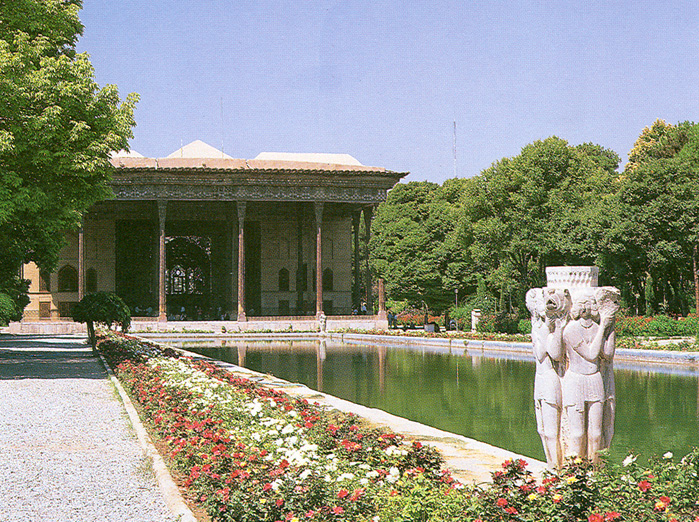
El Chehel Sotoun, 1647-1648?, Esfahan

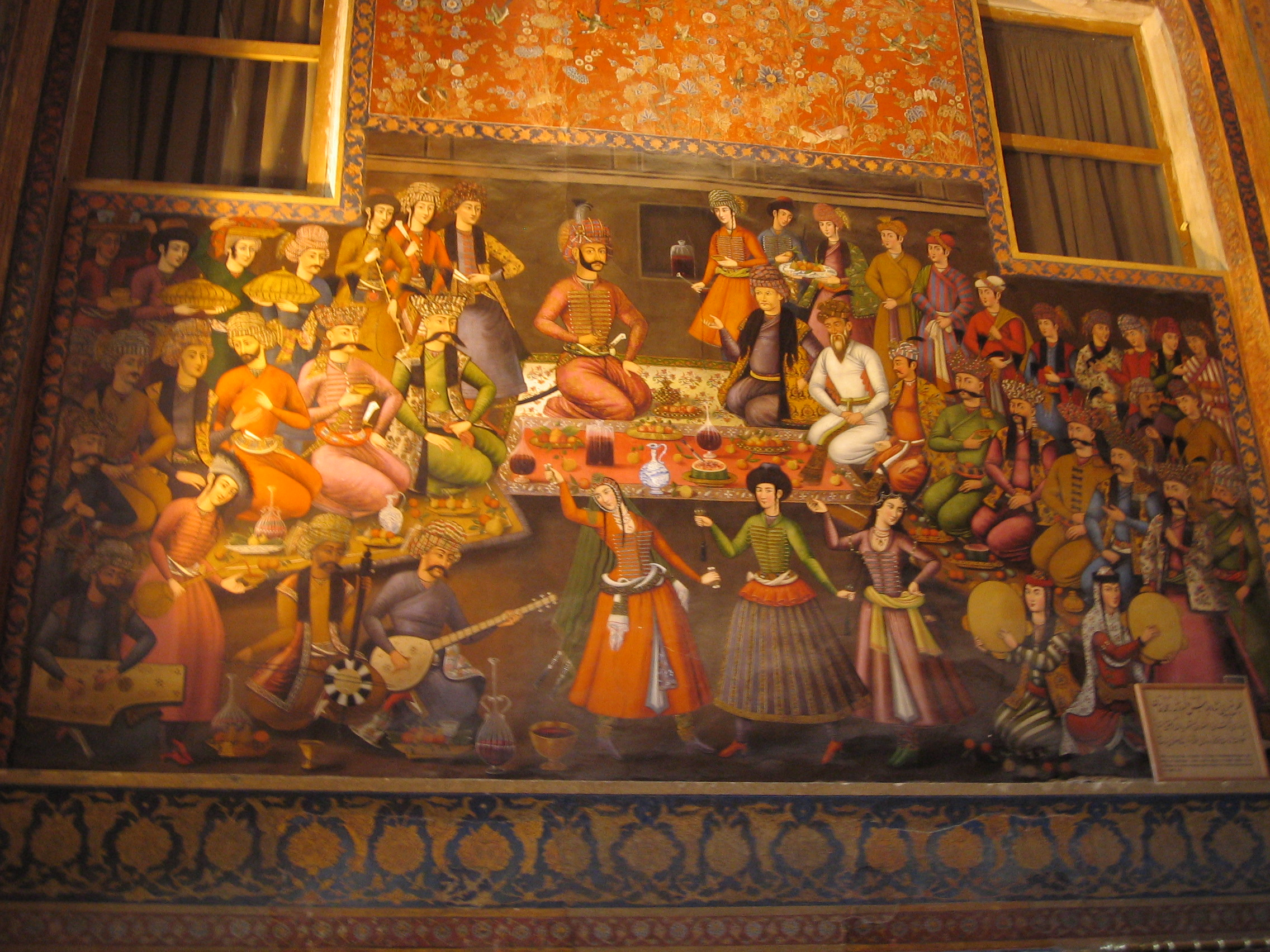
Fresc del Chehel Sotoun: Shah Abbas I rebent el vali Nadr Muhammad Khan

Aquest edifici, la datació del qual és molt discutida, es va edificar potser en el regnat d'Abbas II i fou redecorat en la dècada dels 1870. D'acord amb un poema inscrit en l'edifici i un altre de Muhammad Ali Sahib Tabrizi, l'haurien construït el 1647-1648.
És de planta rectangular, amb columnes que es reflecteixen als estanys (chehel sotoun significa 'quaranta columnes' en persa).
El Palau Chehel Sotoun està decorat amb grans pintures històriques, que exalten la magnanimitat o el valor guerrer dels governants de la dinastia: una escena de batalla amb el xa Ismaïl, el soldà mogol Humayun rebut pel xa Tahmasp, després el valí Nadr Muhammad Khan, sobirà de Bukhara entre el 1605 i el 1608, rebut pel xa Abbas I, i en acabant una evocació de la presa de Kandahar pel xa Abbas II, que ha de ser més tardana, ja que la ciutat no va caure fins al 1649. A les sales més petites també hi ha moltes escenes galants i de personatges en peus. S'observen en la decoració influències occidentals (obertura sobre un paisatge, semblances amb el barri armeni) i de l'Índia (cavall representat estés en el fenc, iwans coberts d'espills).

#### El pont Khwaju

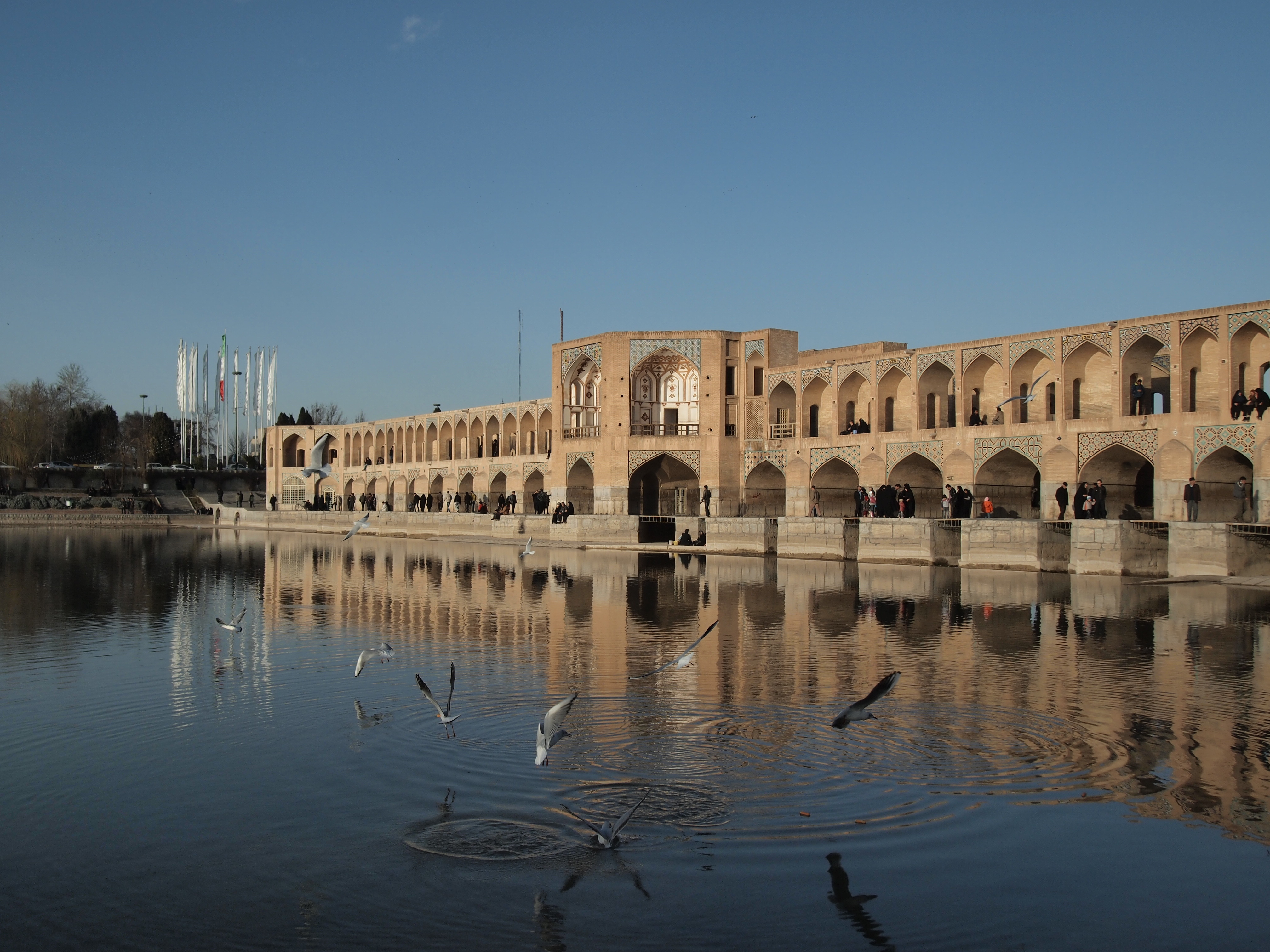
Vista del pont Khwaju

És el segon gran pont d'Esfahan. Fou construït cinquanta anys després del Pol-e Allahverdikhan. El pont Khwaju presenta una estructura idèntica i lleument més complexa, amb tallamars en ventall que permeten efectes d'aigua més espectaculars.

### La fi del període

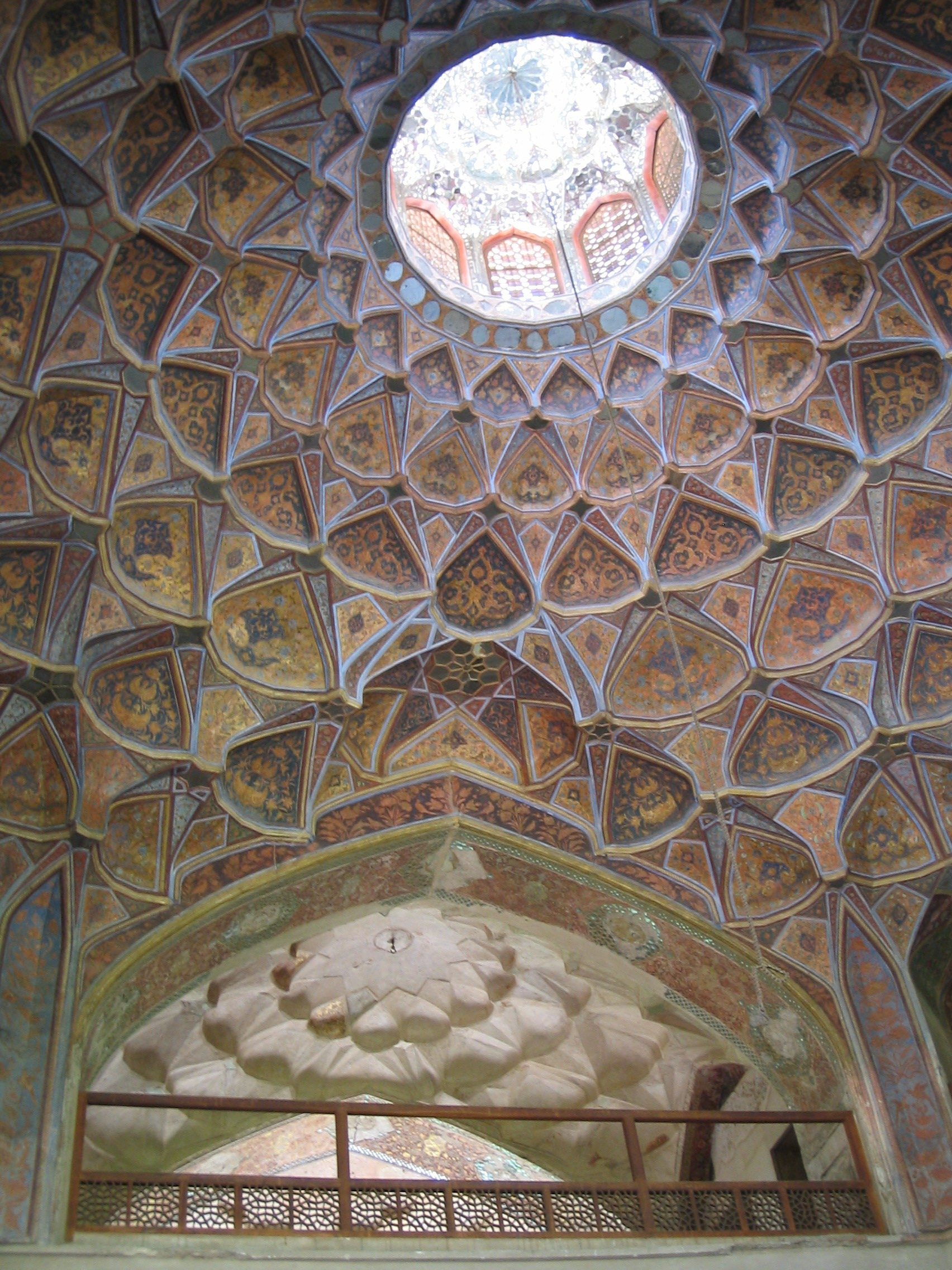
Plafó del Hasht Behesht, Esfahan

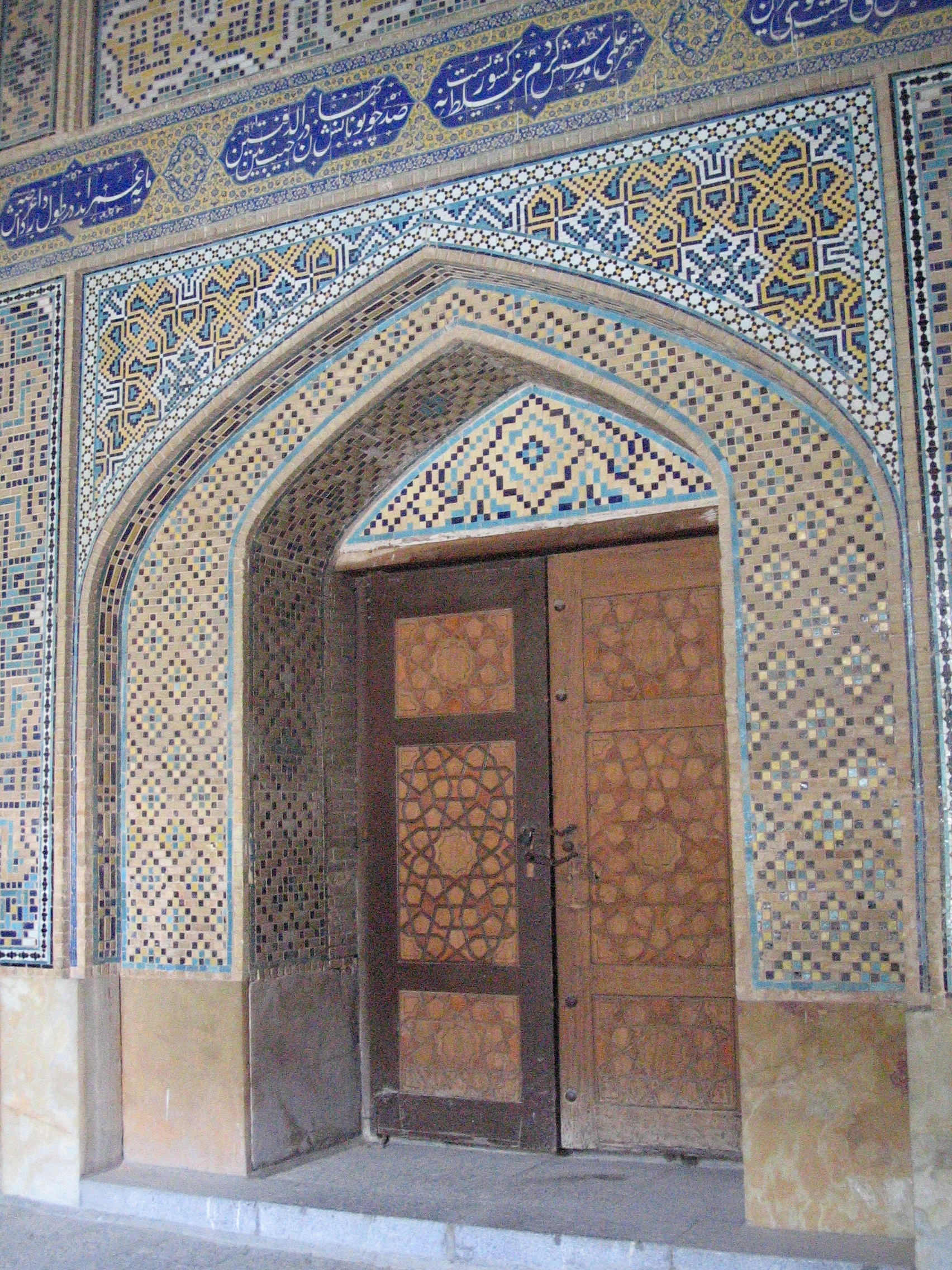
Porta en la Madrassa Mādar-e Shah, Esfahan

Encara es poden destacar dos edificis més d'Esfahan que pertanyen a l'era safàvida tardana. El Hasht Behesht (els 'vuit paradisos') és un pavelló amb vuit petites cambres disposades al voltant d'una gran sala sota cúpula amb quatre iwans. Unes petites voltes coronen les sales secundàries, decorades amb espills que fan les superfícies mòbils. La decoració exterior, en ceràmica, és notable pel profús ús del groc. Es data aquest edifici de l'any 1671.
La Madrassa Mādar-e Shah, o Madrassa de la Mare del Xa, és al bulevard Chāhār Bāgh i està datada del 1706-1714. No aporta pas cap novetat arquitectònica, i per això mostra el relatiu estancament de l'arquitectura d'aquesta època: una planta de quatre iwans i una cúpula que recorda la de la Mesquita del Xa, constitueixen la major part dels seus elements arquitectònics. La decoració, molt geomètrica, és una mica de diferent de les decoracions del segle xvii, amb una paleta dominada pel groc, el verd i l'or, i una xarxa vegetal més densa que en la Mesquita del Xa.